# Veranderlijke ster
Veranderlijke sterren of variabele sterren zijn sterren waarvan de helderheid aan variaties onderhevig is. Veranderlijke sterren worden globaal verdeeld in twee groepen: intrinsieke veranderlijken, dat wil zeggen sterren waarvan de helderheid werkelijk verandert, bijvoorbeeld doordat de ster periodiek opzwelt en weer inkrimpt; en bedekkings- en rotatieveranderlijken, waarbij de verandering in helderheid een perspectivisch effect is.

## Ontdekkingsgeschiedenis
De eerste keer dat veranderlijke sterren werden ontdekt, was in 185 toen SN 185 aan de hemel verscheen. In 1596 ontdekte David Fabricius dat de ster omicron Ceti periodiek onzichtbaar was. Deze ster kreeg daarom de naam Mira ("Wonderbaarlijke"). Deze ontdekkingen lieten zien dat de sterrenhemel niet eeuwig onveranderlijk was, zoals de klassieke filosofen hadden geleerd. De ontdekking van veranderlijke sterren was daardoor onderdeel van een "revolutie in de sterrenkunde".
In 1786 waren er twaalf veranderlijke sterren bekend, waaronder de eerste bedekkingsveranderlijke, Algol, ontdekt door Geminiano Montanari in 1669; John Goodricke gaf in 1784 de juiste verklaring voor de veranderlijkheid van deze ster. Sinds 1850 is het aantal explosief toegenomen, vooral na 1890 toen veranderlijke sterren fotografisch konden worden opgespoord. De General Catalogue of Variable Stars uit 2015 vermeldt meer dan 50.000 veranderlijke sterren in het melkwegstelsel, 10.000 in andere sterrenstelsels, en daarnaast nog ruim 10.000 'verdachte' sterren.

## Soorten veranderlijkheid
Variatie in helderheid is de opvallendste eigenschap van veranderlijke sterren, maar daarnaast treden vaak ook andere veranderingen op, met name in het spectrum. Door lichtkromme en spectrum met elkaar te combineren, kunnen astronomen verklaren waardoor een bepaalde ster veranderlijk is.

### Waarnemingen
Waarnemers van veranderlijke sterren, met name de intrinsiek veranderlijke, zijn veelal amateur-astronomen. Zij vergelijken de helderheid van de ster met andere sterren die in hetzelfde veld in een telescoop te zien zijn en waarvan de helderheid bekend is. Deze helderheidsschattingen worden dan in een grafiek ingetekend waardoor een lichtcurve ontstaat die het helderheidsverloop van de ster weergeeft. Met elektronische apparatuur zijn door middel van fotometrie veel nauwkeuriger metingen mogelijk, tot op duizendsten van een magnitude.
Uit de lichtkromme is af te leiden:
- zijn de schommelingen periodiek, halfregelmatig, onregelmatig of eenmalig?
- wat is de periode van de helderheidsschommelingen?
- wat is de vorm van de helderheidsschommelingen (al dan niet symmetrisch, hoekig of vloeiend, één of meer minima per cyclus enz.)?

Uit het spectrum is af te leiden:
- om wat voor een ster gaat het: temperatuur, lichtkracht (dwergster, reus, superreus enz.)?
- gaat het om een enkele ster of om een dubbelster? (Bij een dubbelster kunnen in het spectrum elementen van zowel de ene als de andere ster zichtbaar zijn)
- verandert het spectrum in de loop van de tijd? (bijvoorbeeld doordat de ster periodiek heter en weer koeler wordt)
- de helderheidsveranderingen van de ster kunnen sterk verschillen per gedeelte van het spectrum (bijvoorbeeld grote schommelingen in zichtbaar licht maar bijna geen schommelingen in het infrarood)
- verschuivingen van spectraallijnen wijzen op bewegingen (bijvoorbeeld het periodiek opzwellen en inkrimpen van de ster, rotatie, een uitzettende gasschil) (dopplereffect)
- ook sterke magneetvelden op de ster verraden zich in het spectrum.
- ongewone emissie- of absorptielijnen kunnen wijzen op een hete steratmosfeer of gaswolken rondom de ster.

Incidenteel is het ook mogelijk direct afbeeldingen van de sterschijf te maken. Daarop kan bijvoorbeeld zichtbaar zijn dat op het steroppervlak donkere vlekken voorkomen.

### Interpretatie van de waarnemingen
Door combinatie van lichtkromme en veranderingen in het spectrum is vaak al te ontdekken welke uiterlijke veranderingen er bij een veranderlijke ster optreden. Zo verraadt een pulserende ster zich in zijn spectrum doordat het oppervlak periodiek van ons af en naar ons toe beweegt, in hetzelfde tempo als de helderheidsschommelingen.
Ongeveer twee derde van alle veranderlijke sterren blijkt te pulseren. In het Hertzsprung-Russelldiagram liggen de meeste pulserende variabelen in de zogenaamde instabiliteitsstrip.
De astronoom Arthur Stanley Eddington heeft rond 1930 als eerste een verklaring hiervoor gegeven: hij liet zien dat de wiskundige vergelijkingen die het inwendige van een ster beschrijven, kunnen leiden tot instabiliteiten waardoor een ster gaat pulseren. De meest voorkomende vorm van instabiliteit hangt samen met wisselingen in de mate van ionisatie van de buitenste (convectie)lagen van de ster.
Stel, de ster is bezig op te zwellen. De buitenste lagen zetten dan uit en koelen af. Door die lagere temperatuur vermindert de ionisatiegraad. Daardoor wordt het gas doorzichtiger. De ster kan dan sneller zijn energie uitstralen en gaat weer inkrimpen. Daarbij wordt het gas weer samengedrukt, het wordt daarbij verhit en de mate van ionisatie neemt weer toe. Het gas wordt dan weer minder doorzichtig, het laat minder straling door, de straling blijft in het gas "hangen", dat daardoor nog verder opwarmt, en weer gaat uitzetten. Zo blijft een cyclus van inkrimpen en uitzetten in stand.
Van cepheïden is bekend dat de pulsaties worden aangedreven door schommelingen in de ionisatiegraad van helium (He+ → He++ → He+).

## Naamgeving
Veranderlijke sterren die makkelijk met het blote oog te zien zijn hebben vaak traditionele namen gekregen, zoals Algol en Mira. Andere hebben Bayer-aanduidingen zoals β Cephei. Verreweg de meeste veranderlijke sterren volgen echter het systeem dat werd ontwikkeld door Friedrich Wilhelm Argelander waarbij de eerste veranderlijke ster in een sterrenbeeld de aanduiding R krijgt gevolgd door de genitief van de Latijnse naam van het sterrenbeeld. De eerste veranderlijke ster in de Boogschutter heet zo R Sagittarii. Hierna worden de letters S tot en met Z gebruikt. Daarna begint men bij RR en gaat het systeem via RZ, SS...SZ, enzovoorts, door tot ZZ. Indien er meer veranderlijken in het sterrenbeeld worden ontdekt, worden ze in dit systeem aangeduid met AA t/m QZ (De letter J wordt niet gebruikt). Hierdoor kunnen 334 veranderlijken in een gegeven sterrenbeeld worden benoemd. De volgende ontdekte veranderlijken worden naar Albertus Antonie Nijland aangeduid met V335, V336 enzovoorts, bijvoorbeeld V335 Sagittarii.

## Indeling
Er zijn twee hoofdgroepen van veranderlijke sterren:
- Intrinsiek veranderlijke sterren: sterren waarvan de variabiliteit veroorzaakt wordt door fysische factoren. Deze groep wordt onderverdeeld in drie subgroepen.
  - Pulserende veranderlijken, waarbij de ster met regelmaat inkrimpt of juist weer uitdijt.
  - Eruptieve veranderlijken, waarbij er uitbarstingen plaatsvinden op de ster.
  - Cataclysmische veranderlijken, sterren die onverwachts veel in helderheid toenemen zoals novae en supernovae.
- Bedekkings- en rotatieveranderlijke sterren: sterren waarbij de variaties worden veroorzaakt door de rotatie van de ster of onderlinge bedekkingen van de componenten van dubbelsterren. Hieronder vallen twee subgroepen.
  - Bedekkingsveranderlijken, de variabiliteit treedt op doordat twee sterren om elkaar heendraaien en elkaar (gedeeltelijk) bedekken.
  - Rotatieveranderlijken, deze sterren hebben een onregelmatigheid op hun oppervlak waardoor de lichtsterkte enigszins varieert in het tempo van de rotatie. De onregelmatigheid kan het gevolg zijn van extreme zonnevlekken, magneetvelden, of een duidelijk niet-sferische vorm van de ster.

Deze subgroepen bestaan weer uit verschillende typen veranderlijke sterren die gewoonlijk vernoemd worden naar de eerst ontdekte ster in die groep. Zo worden langperiodieke veranderlijken wel Mira-sterren genoemd en dwergnovae aangeduid als U Geminorum-sterren.
Van de met het blote oog zichtbare sterren is ongeveer 3% veranderlijk.

## Intrinsiek veranderlijke sterren

De positie van verschillende soorten intrinsiek veranderlijke sterren in het Hertzsprung-Russelldiagram

### Pulserende veranderlijken
De meeste pulserende sterren zwellen periodiek op en krimpen weer in. De twee belangrijkste soorten zijn:
- de cepheïden en cepheïdeachtigen, die met korte periodes (dagen tot maanden) zeer regelmatig van helderheid veranderen, en
- de langperiodieke veranderlijken, waarvan de periode langer is, in de orde van een jaar, en waarbij de regelmaat veel minder groot is.

Een klein aantal sterren pulseert niet-radieel: het volume blijft gelijk, maar de vorm van de ster schommelt.

#### Cepheïden en cepheïdeachtige sterren
Deze groep omvat verschillende soorten pulserende sterren die met grote regelmaat uitzetten en inkrimpen. In de regel geldt er per soort een vast verband tussen de periode en de absolute helderheid, en ook is er een verband tussen de periode en de gemiddelde dichtheid van de ster. Het zijn gele tot rode sterren (spectra van A tot M).

##### Delta Cephei-sterren

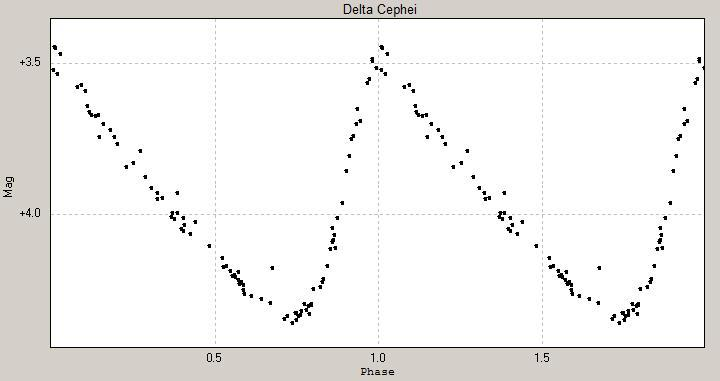
lichtkromme van delta Cephei

De δ (delta) Cephei sterren, meestal gewoon (klassieke) Cepheïden (DCEP of CEP) genoemd naar het prototype in het sterrenbeeld Cepheus zijn een van de belangrijkste veranderlijke sterren. Zij variëren met een amplitude van 0,1 tot 2 magnituden en een periode (1-100 dagen) die zeer nauw samenhangt met de lichtkracht van de ster. Hun spectraalklasse varieert tussen G-K in het minimum tot F in het maximum. Omdat er een nauwkeurig bekend verband is tussen periode en lichtkracht van deze groep sterren zijn zij belangrijk bij het bepalen van afstanden in het heelal. Een Cepheïde in een sterrenstelsel waarvan de periode bepaald is, helpt zo de afstand tot het sterrenstelsel bepalen. Zij worden dan ook wel standard candles (standaardkaarsen) genoemd.

##### W Virginis-sterren

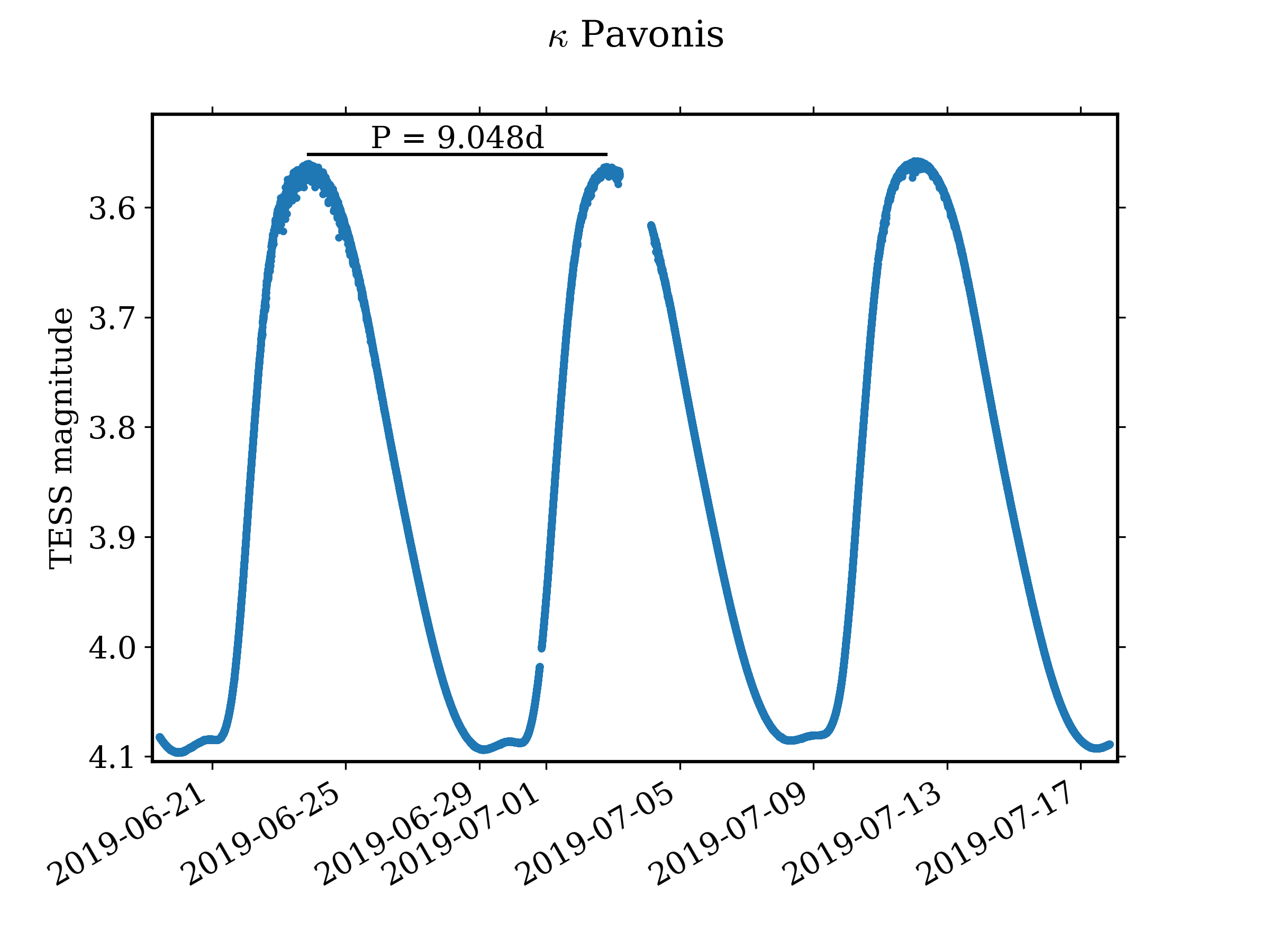
Lichtkromme van de W Virginis veranderlijke Kappa Pavonis

Sterren van het type W Virginis (CW) zijn vergelijkbaar met Cepheïden maar komen alleen voor in de halo's van sterrenstelsels en in bolvormige sterrenhopen. Ze zijn dus ouder dan de klassieke cepheïden. Er is hier ook een bekende samenhang tussen periode (0,8-35 dagen) en lichtkracht. De amplitude bedraagt 0,3 tot 1,2 magnitude.

##### RR Lyrae-sterren

lichtkromme van RR Lyrae

RR Lyrae-sterren (RR) zijn vergelijkbaar met cepheïden, maar minder lichtkrachtig. Het zijn oudere sterren die vaak in bolvormige sterrenhopen worden gevonden en daarom wel clustervariabele worden genoemd. Net als bij de klassieke cepheïden is voor de RR Lyrae-sterren het verband tussen periode en lichtkracht goed bekend en daardoor zijn zij nuttig om afstanden te bepalen in het heelal. De periode van deze groep sterren ligt tussen enkele uren en meer dan één dag terwijl de amplitude varieert van 0,2 tot 2 magnituden. Hun helderheid is het grootst wanneer hun diameter het grootst is. RR Lyrae-sterren zijn gewoonlijk van spectraalklasse A.

##### Delta Scuti-sterren

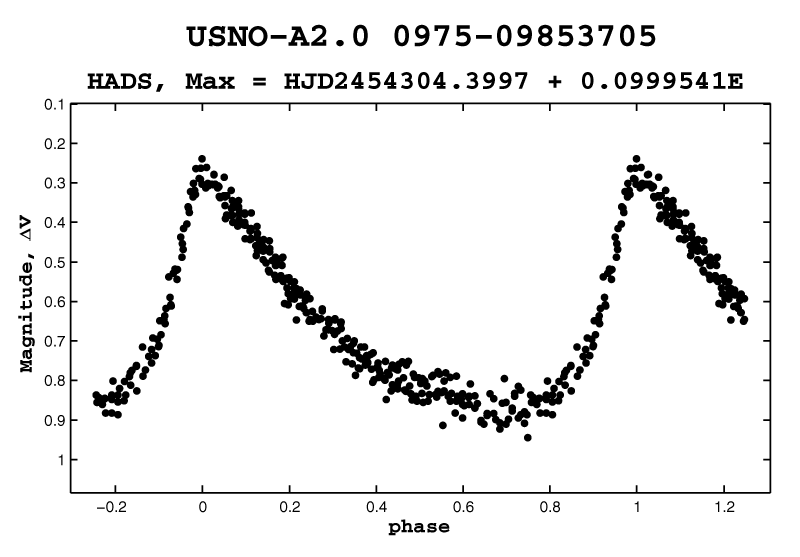
de lichtkromme van een Delta Scuti-veranderlijke

De δ (delta) Scuti-sterren, vroeger wel dwerg-cepheïden genoemd, is vergelijkbaar met de klassieke cepheïden maar veel lichtzwakker. δ Scuti-sterren (DSCT) vertonen amplitudes van 0,003 tot 0,9 magnitude en periodes van 0,01 tot 0,2 dag. De spectraalklasse van deze sterren ligt tussen A0 en F5. In open sterrenhopen komt vaker een subtype van δ Scuti-sterren voor met een kleinere amplitude, aangeduid met de code DSCTC.

##### SX Phoenicis-sterren

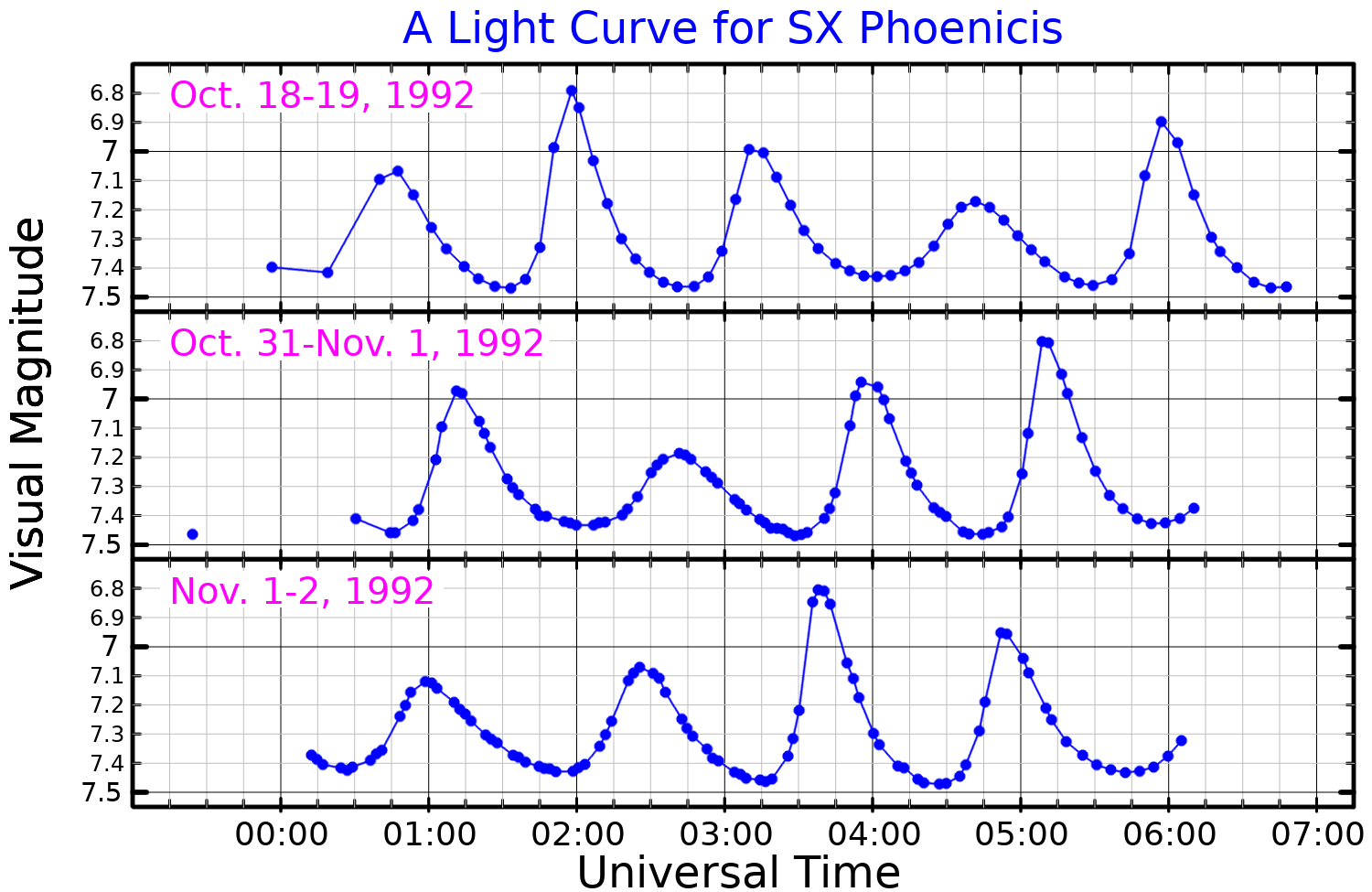
Lichtkromme van SX Phe

SX Phoenicis-veranderlijken (SXPHE) zijn oude sterren die lijken op de δ Scuti-veranderlijken. Ze variëren met een periode van 1 à 2 uur en een amplitude van zo'n 0,7 magnitude. Sommige sterren in deze groep vertonen verschillende periodes door elkaar heen. Hun spectraalklasse loopt uiteen van A2 tot F5 en men vindt ze vooral in bolvormige sterrenhopen.

#### Veranderlijken met 'vroege' spectra (O en B)
Blauwwitte sterren, vaak reuzen, met kleine lichtvariaties en korte perioden.

##### Beta Cephei-sterren

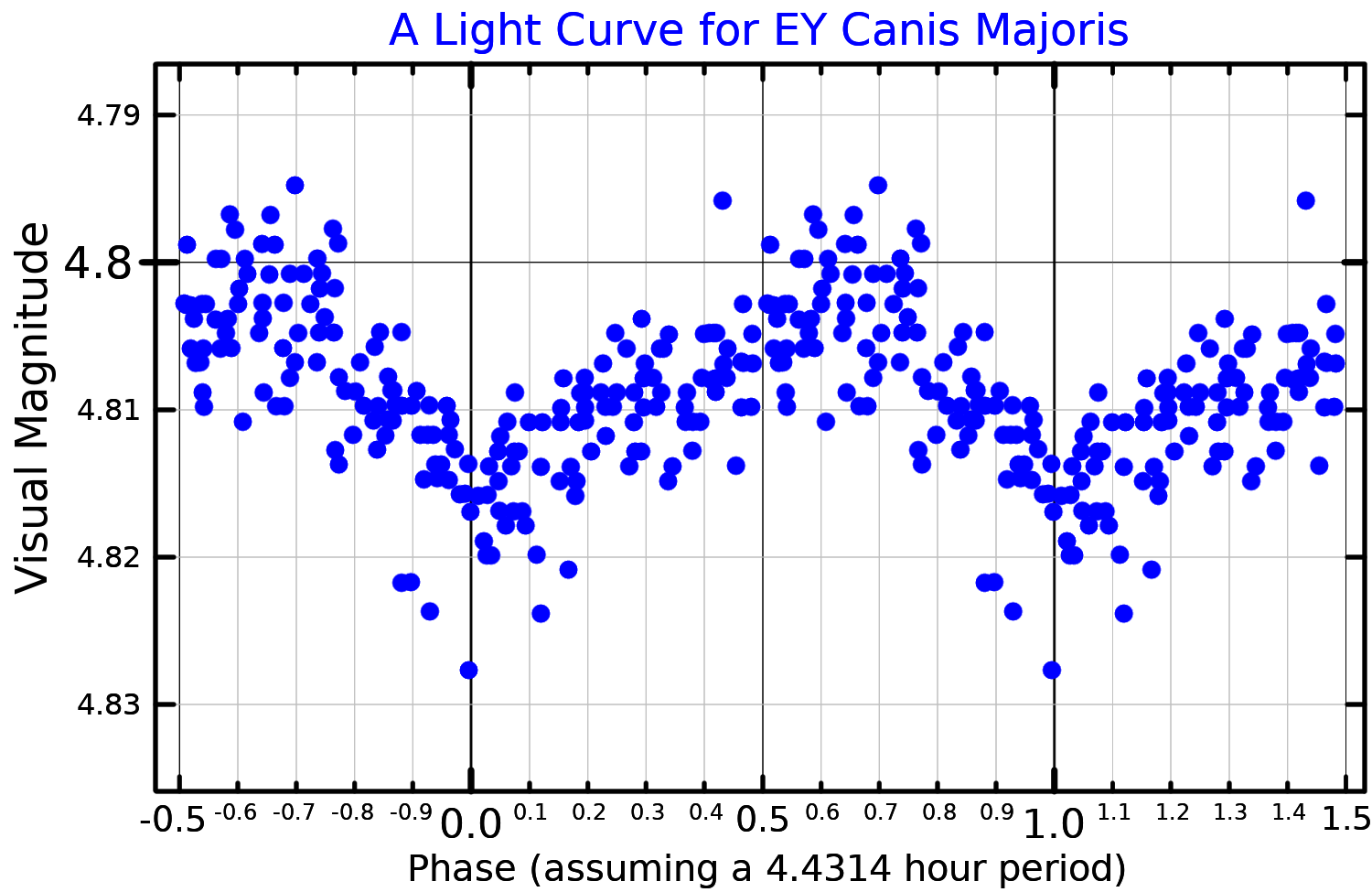
Lichtkromme van de Beta Cephei-veranderlijke EY CMa

De β (beta) Cephei-sterren (BCEP) pulseren met een korte periode van 0,1 tot 0,6 dagen en een amplitude van 0,01 tot 0,3 magnitude. Zij zijn op hun helderst wanneer hun diameter het kleinst is.

##### PV Telescopii-sterren

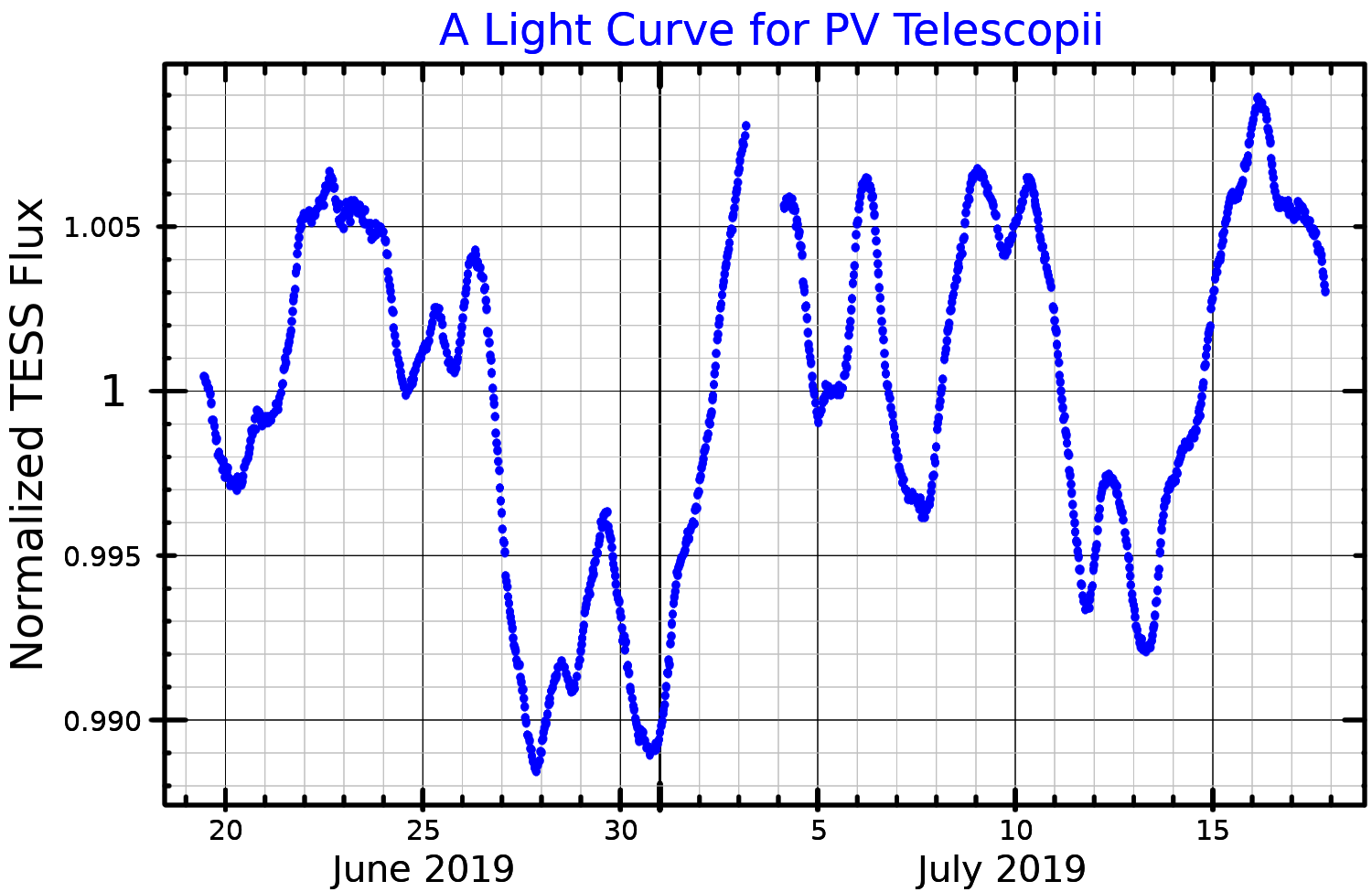
Lichtkromme van PV Tel

PV Telescopii-sterren (PVTEL) zijn zogenoemde heliumsuperreuzen met een periode van 0,1 tot 1 dag en een kleine amplitude van zo'n 0,1 magnitude.

#### Langperiodieke en halfregelmatige veranderlijken
Dit zijn verschillende groepen rode reuzensterren die met periodes in de orde van een jaar uitzetten en weer inkrimpen. De duur van de periode ligt niet vast maar schommelt van cyclus tot cyclus.

##### Omicron Ceti-sterren

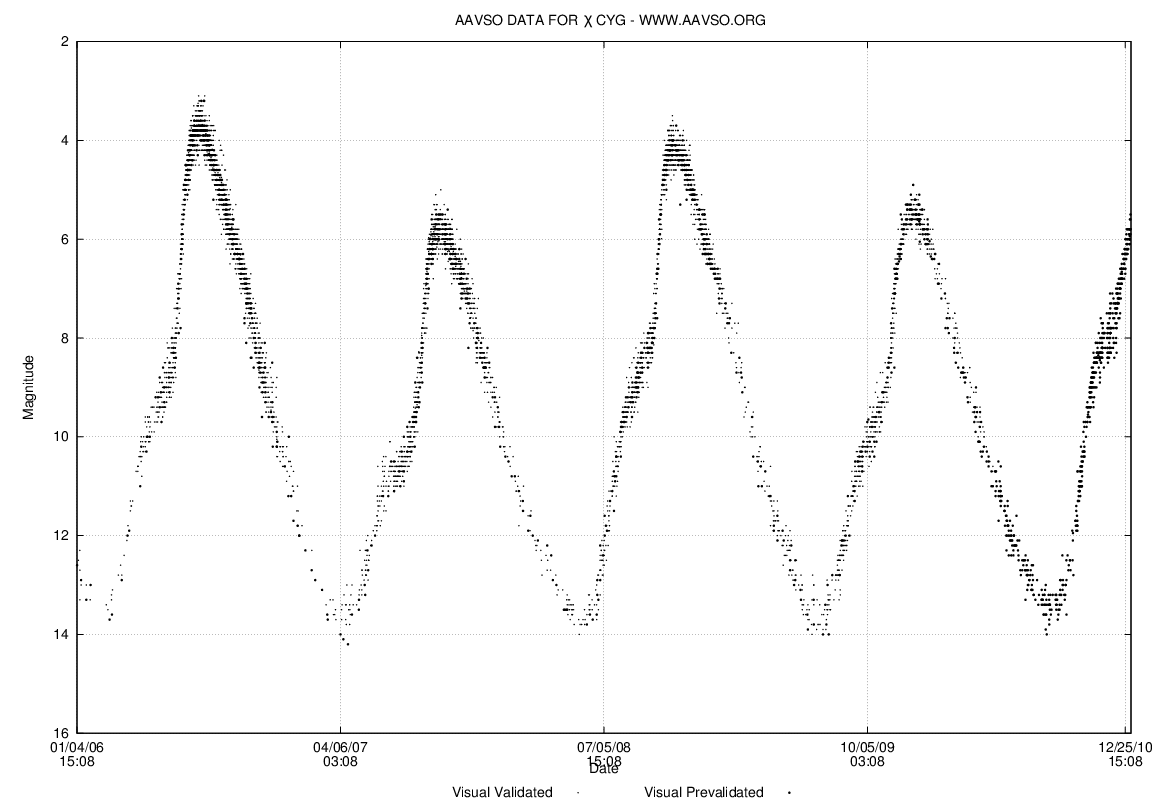
Lichtkromme van de Mira veranderlijke Chi Cygni

De ο (omicron) Ceti-sterren (M), die ook wel langperiodieke veranderlijken of, naar het prototype, Mira veranderlijken wordt genoemd, omvat koele rode reuzensterren met spectraalklasse M, C of S en karakteristieke emissielijnen in het spectrum. Visueel hebben deze sterren een amplitude van 2,5 tot 11 magnitude (in het infrarood minder) en een periode van 80 tot 1000 dagen. Mira zelf varieert tussen magnitude +2 en +10 met een periode die gemiddeld 332 dagen bedraagt. In het infrarood varieert Mira met een amplitude van slechts 2 magnituden.

##### Halfregelmatige veranderlijken

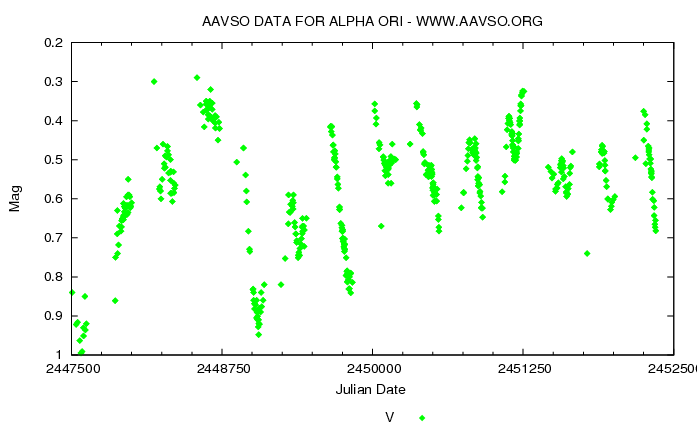
lichtkromme van de halfregelmatig veranderlijke Betelgeuze

Sterren in deze groep (SR = Semi Regular) zijn doorgaans rode reuzen die met een periode van tussen de 20 en 2000 dagen met enige regelmaat variëren met een amplitude van 1 à 2 magnituden maar soms afwijkend hiervan. Betelgeuze in het sterrenbeeld Orion is een voorbeeld van deze groep. Er wordt een onderverdeling gemaakt in subtypen SRa (het meest regelmatig), SRb (het minst regelmatig), SRc (superreuzen, lichtsterker dan de andere halfregelmatigen) en SRd (met een "vroeger" spectrum dan de andere subgroepen, namelijk F-K in plaats van M).

##### RV Tauri-sterren

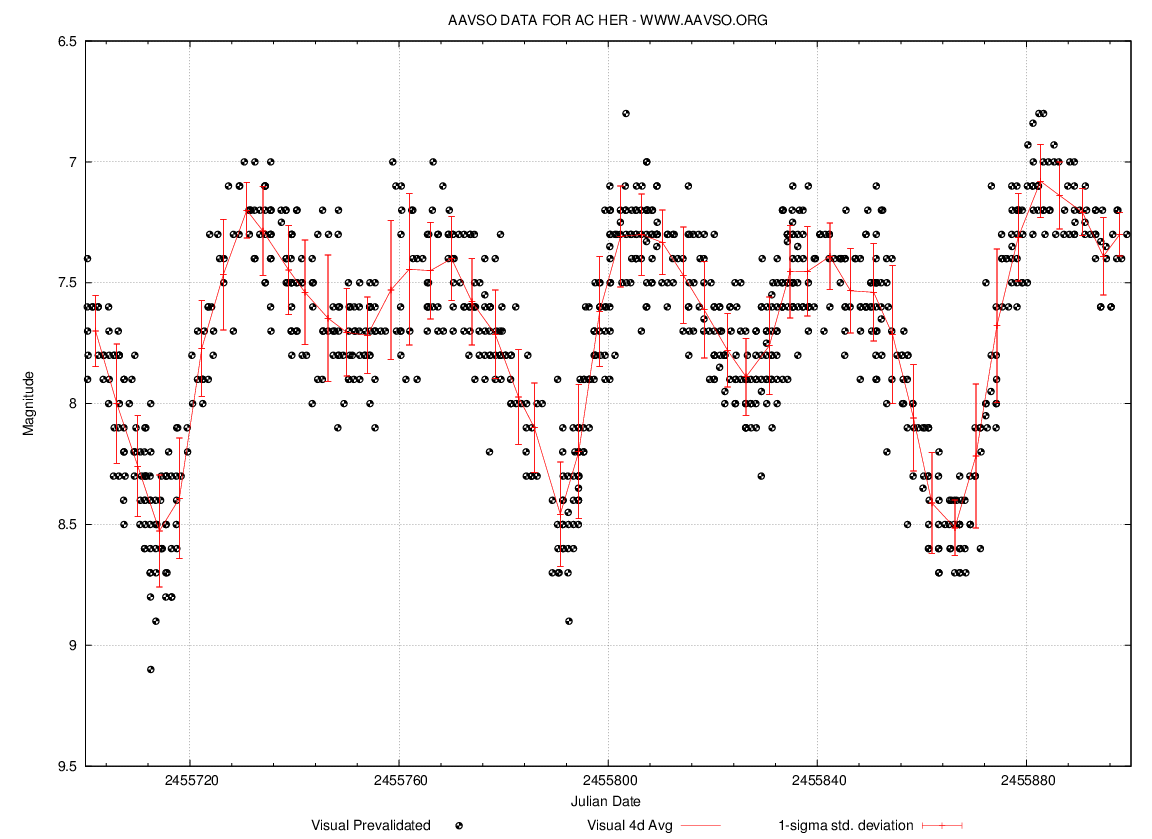
Lichtkromme van de RV Tauri veranderlijke AC Her

RV Tauri-sterren (RV) kennen een lichtcurve met afwisselend primaire en secundaire minima. De periode, gerekend tussen opeenvolgende primaire minima, ligt rond de 30 tot 150 dagen en de amplitude bedraagt 3 tot 4 magnituden. De spectraalklasse van deze sterren is F of G in het maximum en K of M in het minimum.

#### Onregelmatig veranderlijke sterren
Deze sterren, aangeduid met de code I (= Irregular) of L vertonen geen of weinig gelijkmatige periodes en veel van de sterren die in deze klassen vallen zijn weinig onderzocht. Na nauwkeurig onderzoek van de kenmerken van deze sterren worden zij vaak onderverdeeld in andere, relevanter groepen.

#### Niet-radieel pulserende sterren
Bij niet-radieel pulserende sterren treden periodiek vervormingen van de bolvorm op. De vorm van de ster schommelt bijvoorbeeld tussen verschillende ellipsoïdale vormen heen en weer.

##### Alpha Cygni-sterren

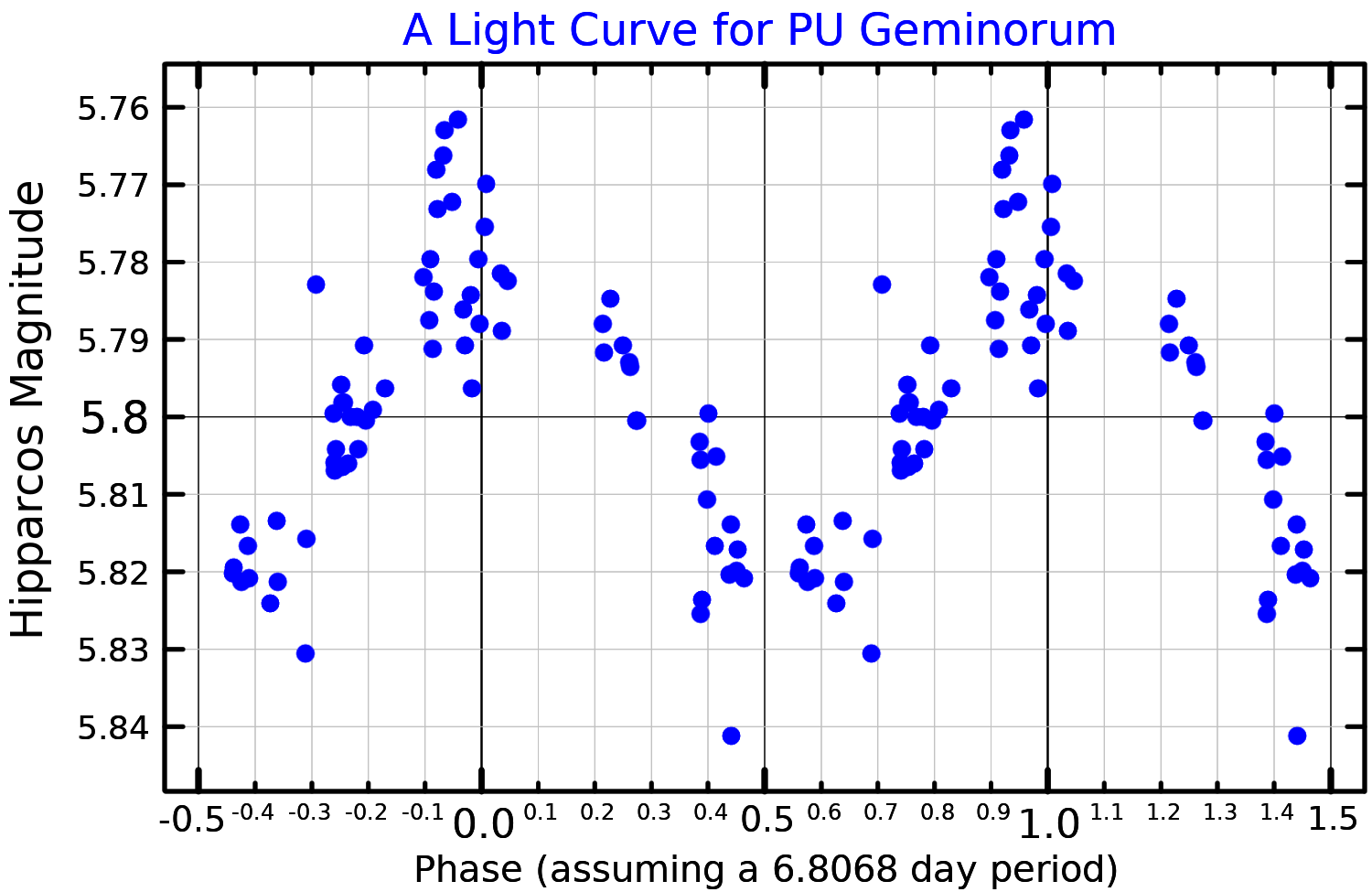
Lichtkromme van de Alpha Cygni veranderlijke PU Gem

α (alfa) Cygni-sterren (code: ACYG) zijn (ongelijkmatig) niet-radiaal pulserende sterren met zeer kleine amplitudes van zo'n 0,1 magnitude en een periode van enkele dagen tot weken. Vaak gaat het om verschillende pulsaties die door elkaar heen lopen. Het prototype van deze klasse is Deneb in de Zwaan (Cygnus).

##### ZZ Ceti-sterren

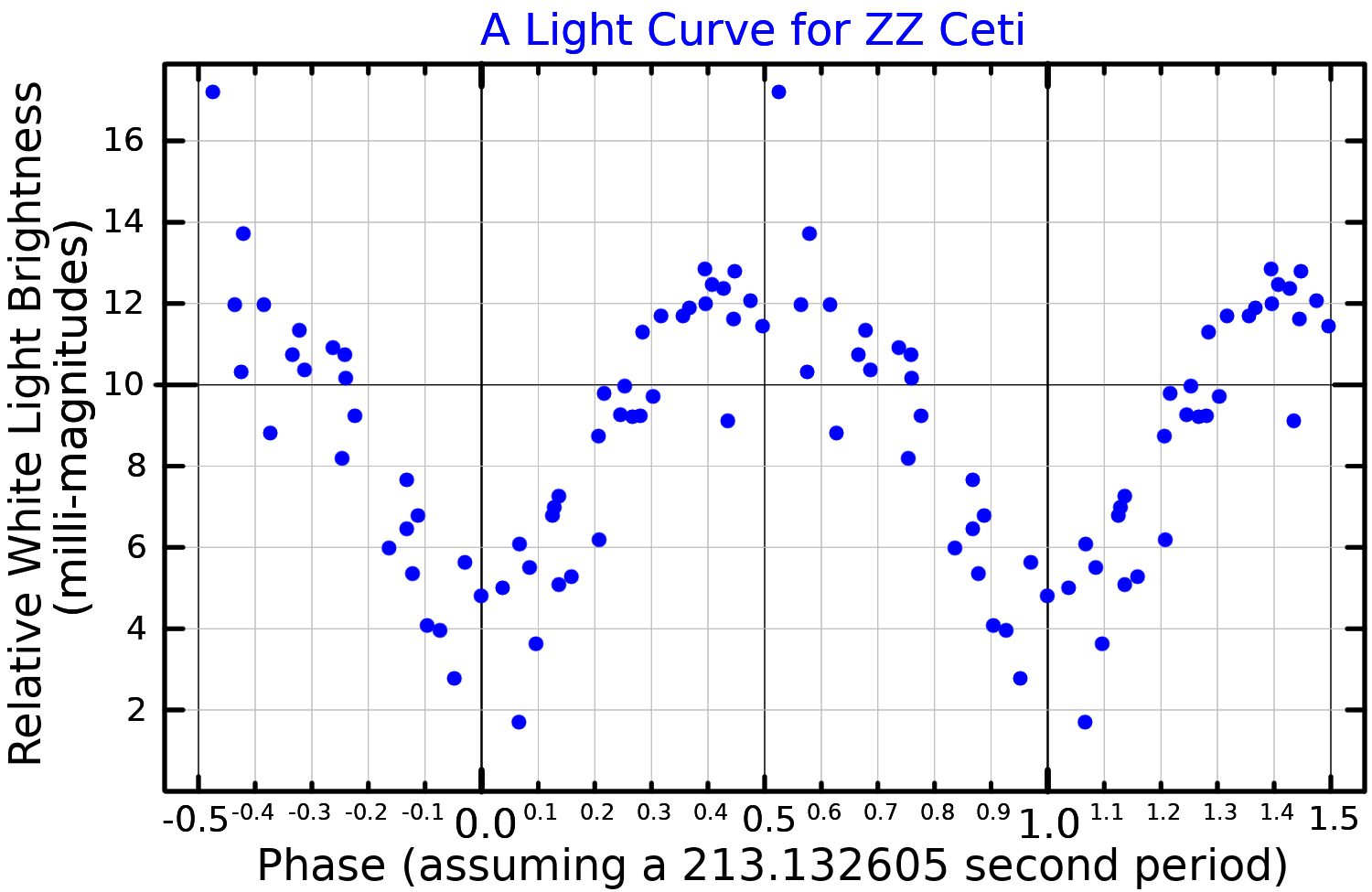
Lichtkromme van ZZ Ceti

ZZ Ceti-sterren (ZZ) hebben zeer korte periodes van 30 seconden tot maximaal 25 minuten en een kleine amplitude van 0,001 tot 0,2 magnitude. Zij pulseren niet-radiaal, dat wil zeggen hun vorm wijkt af van een bolvorm. Het zijn witte dwergen.

### Eruptieve veranderlijken

#### Protosterren
Protosterren zijn nog bezig met het proces waarbij een ster ontstaat uit een gaswolk die zich samentrekt. De meeste protosterren vertonen onregelmatige helderheidsveranderingen.

##### Orionvariabelen

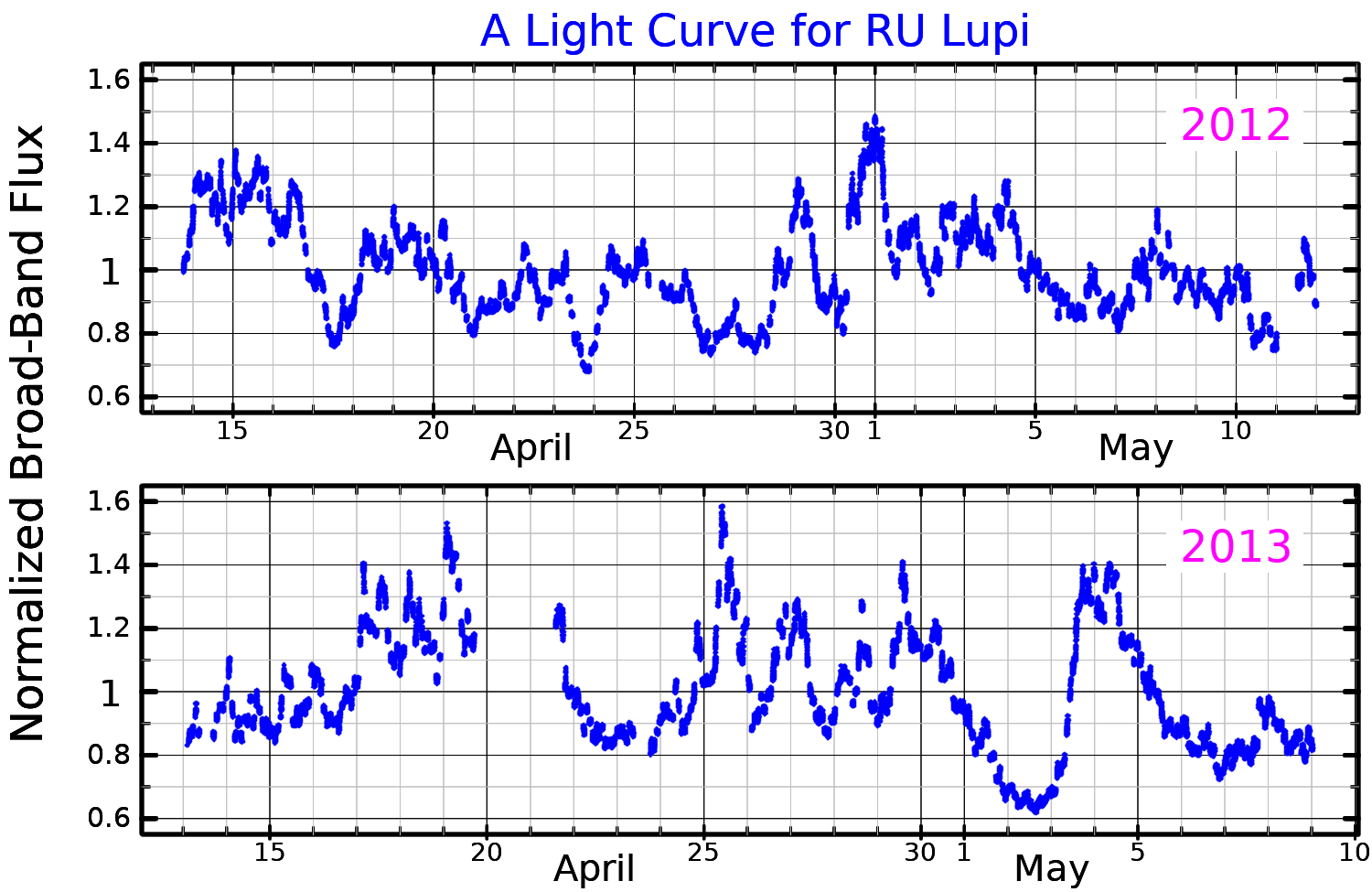
Lichtkromme van de T Tauri-ster RU Lupi

Deze sterren (IN) zijn meestal gesitueerd in nevels en zijn vaak jonge, hete sterren die nog niet op de hoofdreeks zijn aangekomen. De amplitude van deze sterren bedraagt maximaal enkele magnitudes en zij hebben onregelmatige periodes. Een bekende subgroep van deze sterren zijn de T Tauri-sterren.

##### FU Orionis-sterren

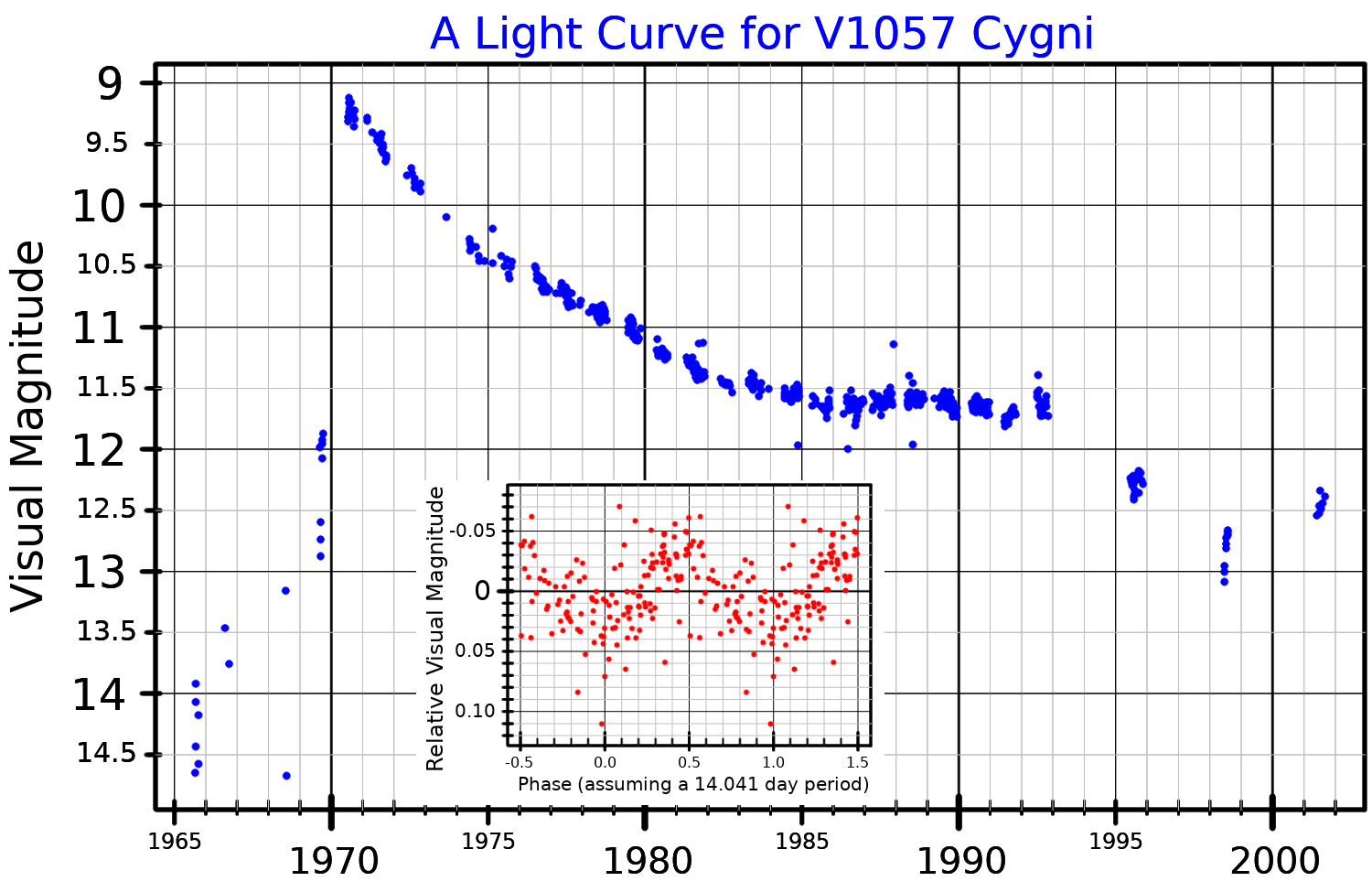
Lichtkromme van de Fuor V1057 Ori

FU Orionis-sterren (FU) zijn sterren die voorkomen in reflectienevels en die een langzame helderheidstoename kennen van zo'n 6 magnitude, meestal gevolgd door een lange fase van constante helderheid. Daarna zwakken deze sterren weer af met 1 à 2 magnitude over een periode van maanden tot jaren. V1057 Cygni zwakte bijvoorbeeld af met 2,5 magnitude over maar liefst 11 jaar. De spectraalklasse van FU Orionis-sterren is A tot G en zij vormen wellicht een fase in de evolutie van T Tauri-sterren.

#### Hoofdreekssterren
Bij hoofdreekssterren is eruptieve variabiliteit zeldzaam; het komt alleen voor onder de zwaarste (Wolf-Rayet-) en de lichtste (UV Ceti-)sterren.

##### Wolf-Rayet-sterren

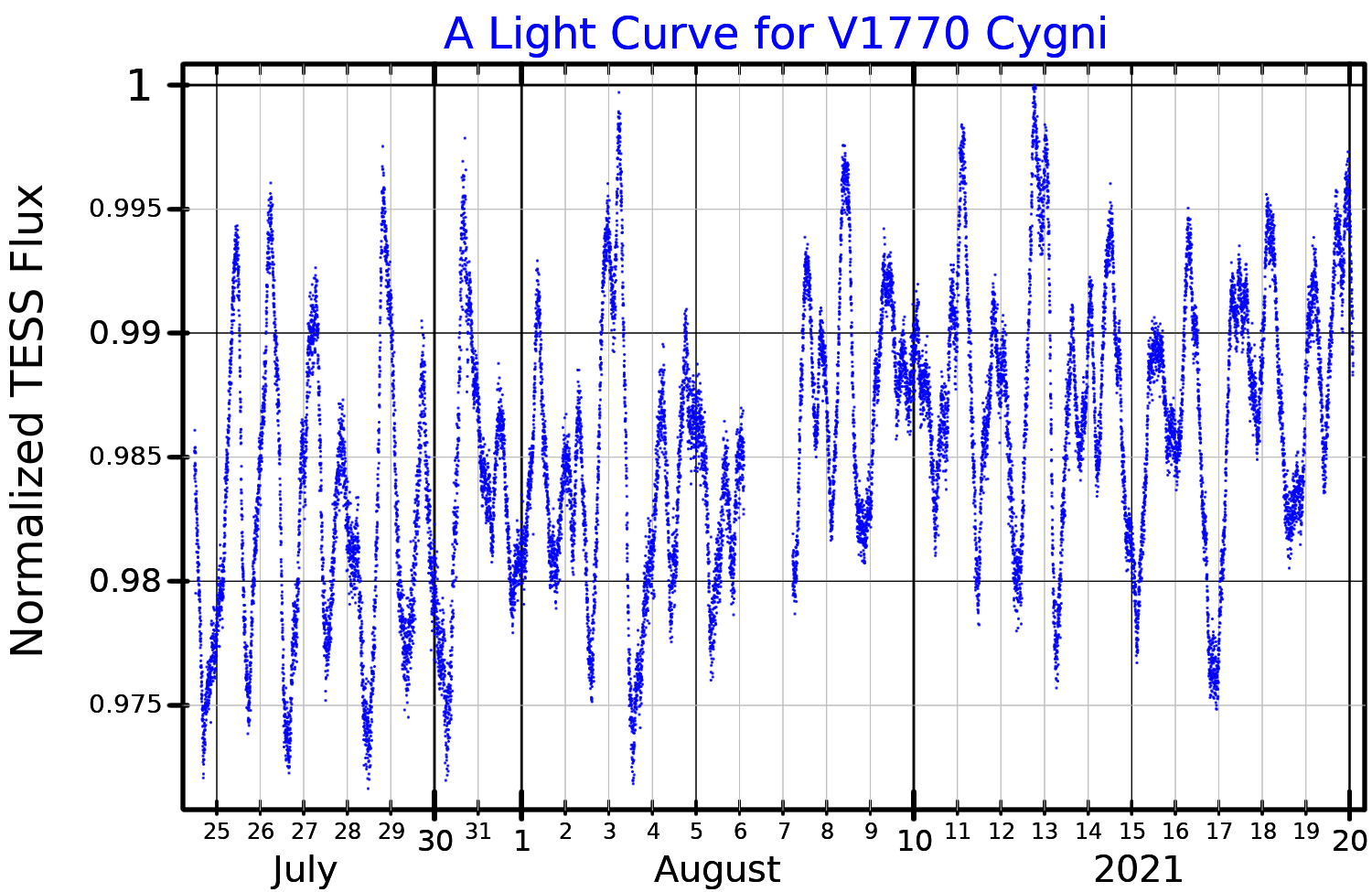
Lichtkromme van WR 136

Wolf-Rayet-sterren (WR) zijn hete, zware sterren die uitbarstingen vertonen, waarschijnlijk veroorzaakt door de uitstoot van materie vanuit de atmosfeer van de ster. De amplitude is ongeveer 0,1 magnitude. Zij vertonen een breed emissiespectrum met lijnen van helium, stikstof, koolstof en zuurstof.

##### UV Ceti-sterren

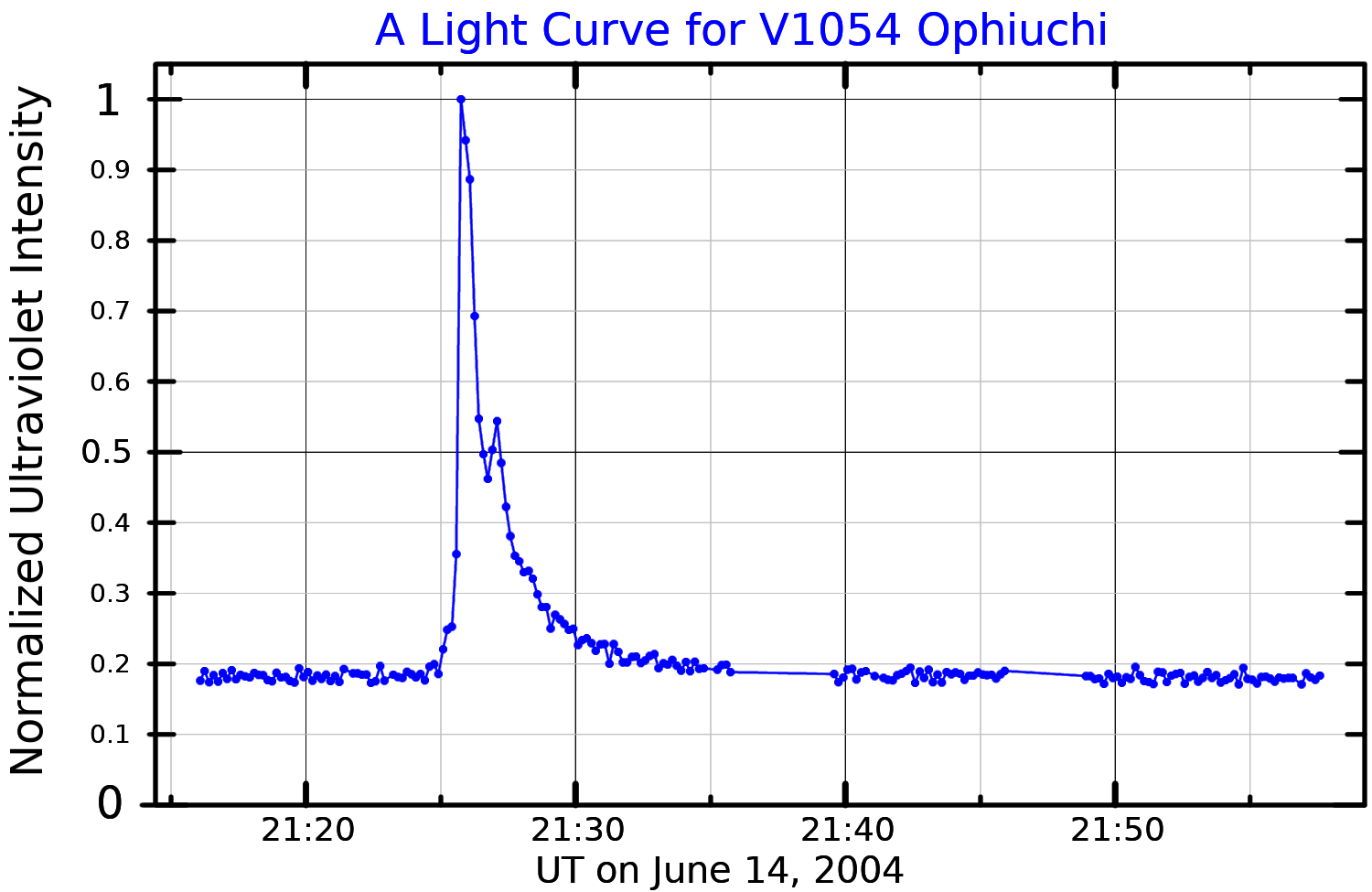
Lichtkromme van een flare van V1054 Oph

UV Ceti-sterren (UV) vertonen uitbarstingen die de ster in enkele seconden in helderheid doen toenemen met enkele tienden van een magnitude tot wel 6 magnitude. In het ultraviolette deel van het spectrum is deze amplitude veel groter. De ster keert binnen een half uur weer terug naar de normale helderheid. Zij hebben een spectraalklasse van K of M.

#### Reuzen en superreuzen
De grootste sterren verliezen betrekkelijk makkelijk materie. Onder reuzen en superreuzen is eruptiviteit daardoor tamelijk gewoon.

##### S Doradus-sterren

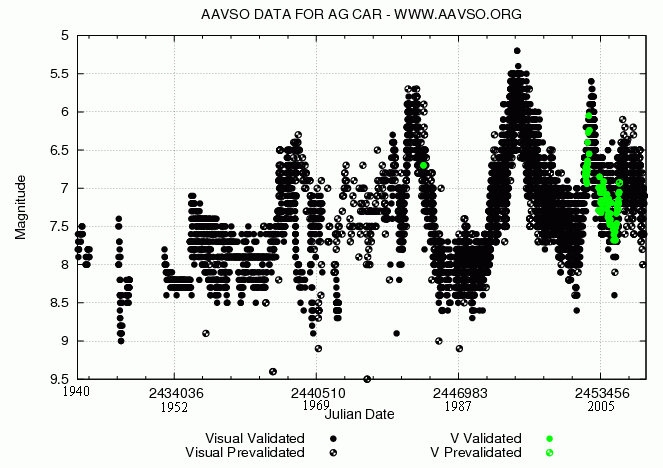
Lichtkromme van de LBV AG Car

S Doradus-sterren (SDOR), ook wel Lichtsterke Blauwe Variabelen of LBV-sterren genoemd, behoren tot de lichtkrachtigste blauwe klasse B-F-sterren. Zij variëren min of meer regelmatig met een amplitude van 1 tot 7 magnitude en bevinden zich doorgaans in diffuse nevels. Bekende voorbeelden zijn het prototype S Doradus en η Carinae in de gelijknamige nevel.

##### Gamma Cassiopeiae-sterren

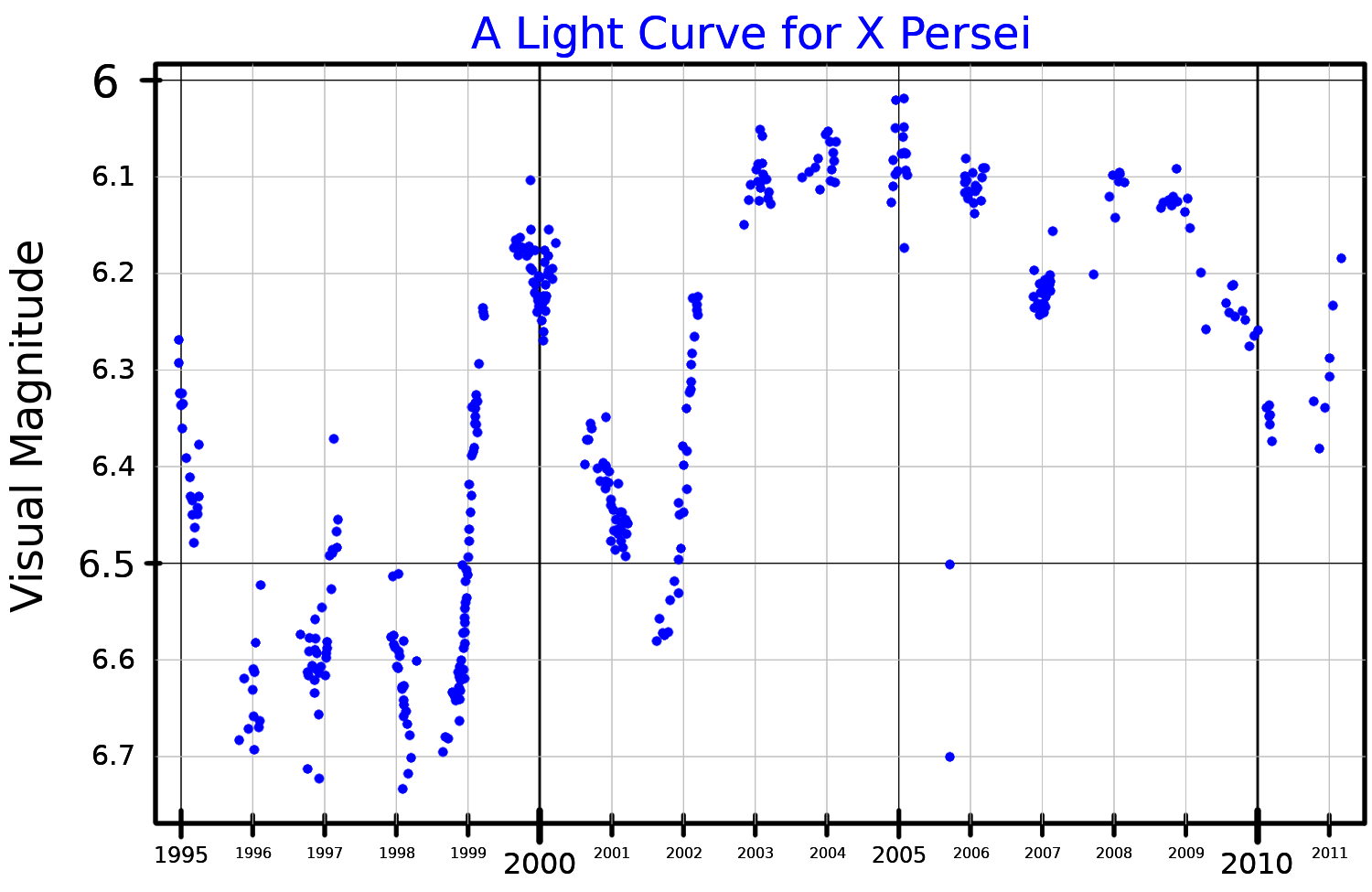
Lichtkromme van X Per

γ (gamma) Cassiopeiae-sterren (GCAS) zijn sterren van klasse B III-IVe die onregelmatig variëren met een amplitude van zo'n 1,5 magnitude. Deze variaties worden veroorzaakt door de uitstoot van materie vanuit de equatoriale zones van deze snel ronddraaiende sterren.

##### R Coronae Borealis-sterren

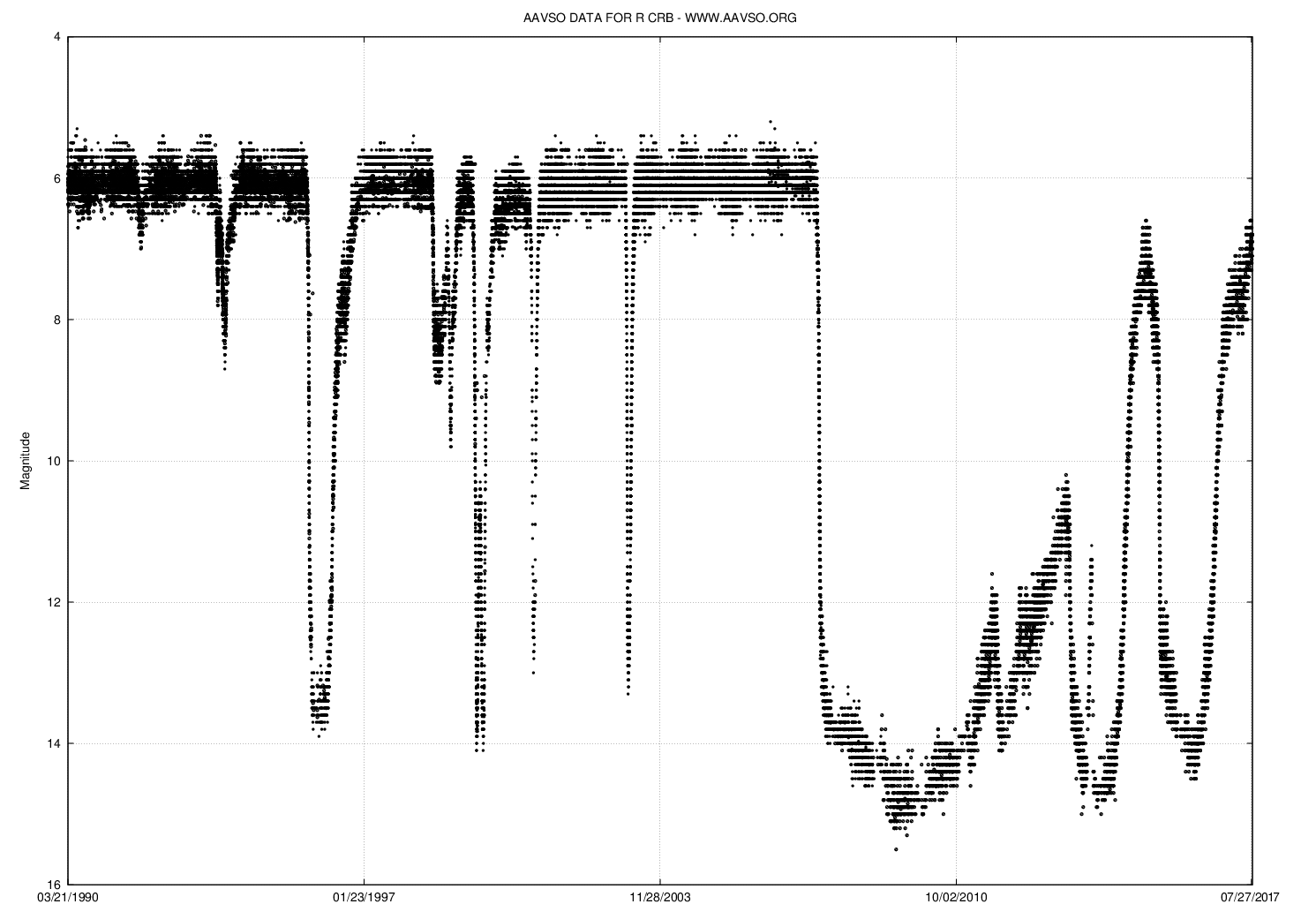
de lichtkromme van R Coronae Borealis

Deze bijzondere groep veranderlijken (RCB) ondergaat erupties die de helderheid doen afnemen in plaats van toenemen. Deze lichtkrachtige reuzensterren zijn arm aan waterstof en rijk aan koolstof en zij bevinden zich meestal in hun maxima. Met onregelmatige tussenpozen echter zwakken deze sterren sterk af met 1 tot 9 magnitude om daarna gedurende enkele weken tot maanden weer langzaam terug te keren naar hun gewoonlijke helderheid. De oorzaak ligt waarschijnlijk in de opbouw van koolstof in de atmosfeer van deze sterren. Wanneer die zich van de ster af beweegt, koelt hij af totdat hij bij een bepaalde temperatuur plotseling ondoorzichtig wordt voor licht en dus de ster sterk afzwakt. Langzaam lost zo'n koolstofwolk dan weer op, waardoor de ster weer in volle glorie te zien is. Het prototype van deze groep, R CrB is meestal gemakkelijk met een verrekijker te zien in het sterrenbeeld Noorderkroon (magnitude +6) maar is in zijn minimum zelfs met grotere telescopen nauwelijks te vinden: magnitude +14).

#### Eruptieve dubbelsterren

##### RS Canum Venaticorum-sterren

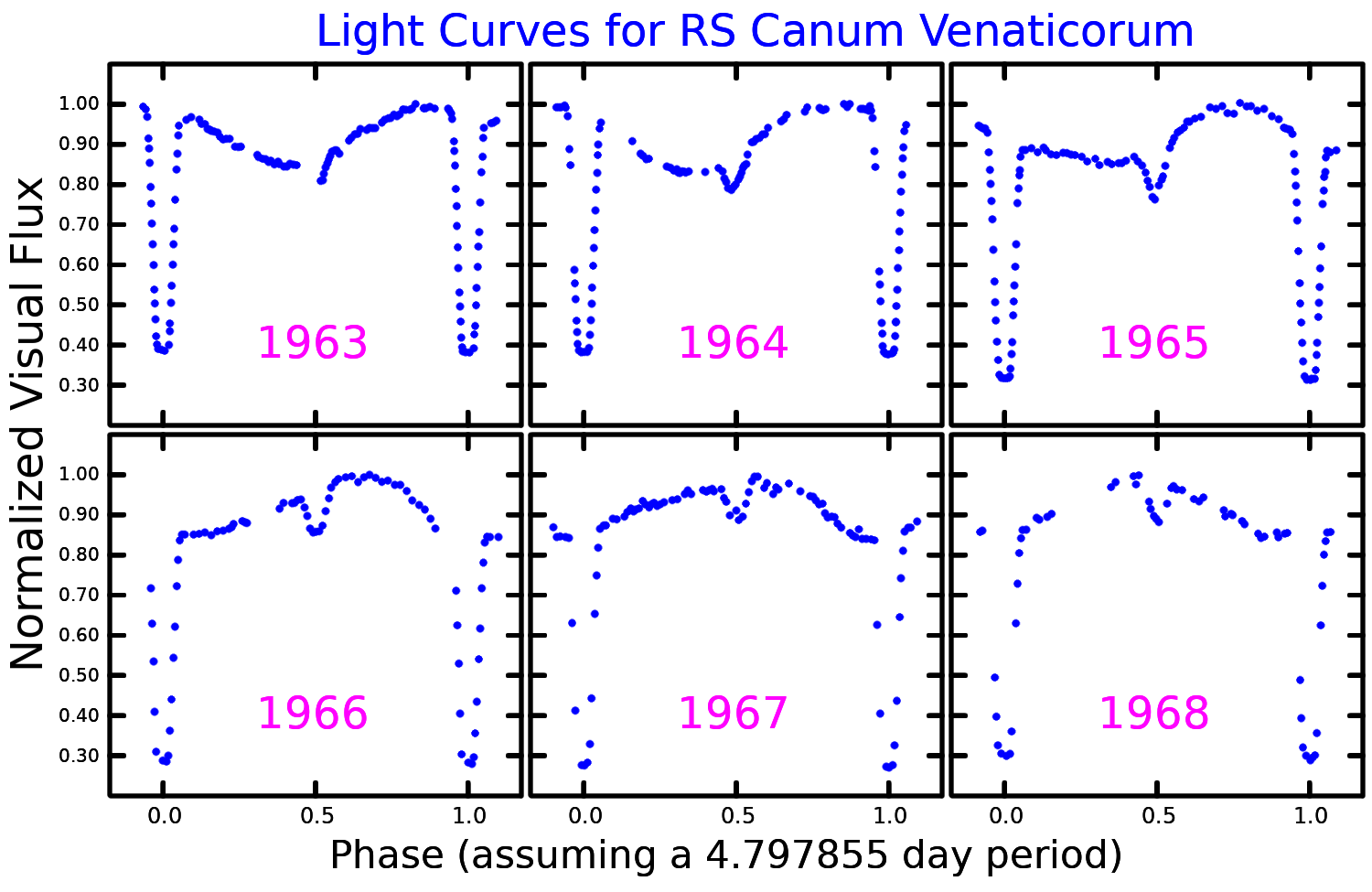
Lichtkromme van RS CVn

Dit type veranderlijke ster (RS) komt voor in nauwe dubbelsterren. De periode hangt nauw samen met de periode van omwenteling van de twee sterren. De amplitude bedraagt zo'n 0,2 magnitude en zij zijn ook een bron van röntgenstraling. Het prototype, RS CVn is tevens een bedekkingsveranderlijke.

### Cataclysmische of explosieve veranderlijken

#### Supernovae

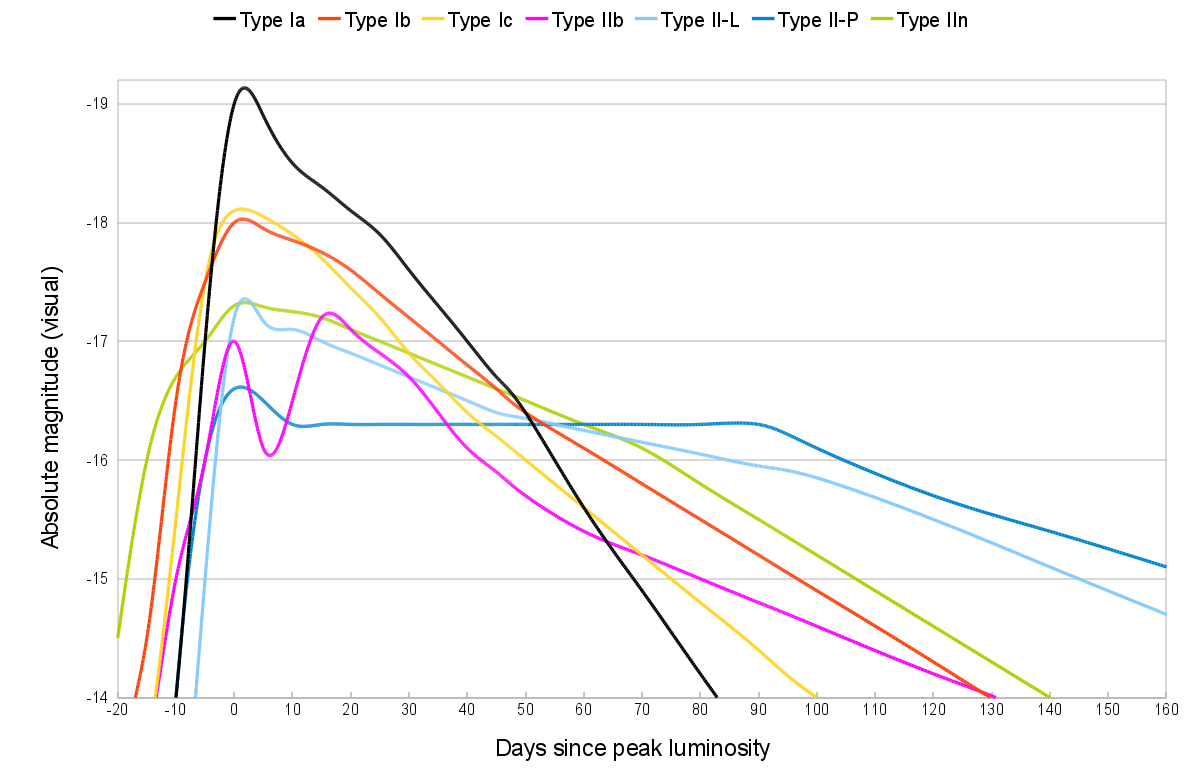
Lichtkrommen van verschillende types supernova

Een supernova (SN) is een exploderende ster die in korte tijd in helderheid toeneemt met een factor van soms meer dan 100 miljoen (20 magnituden). Een supernova kan helderder zijn dan alle andere sterren samen in het sterrenstelsel waarin hij zich bevindt. Er zijn twee hoofdtypen: type I (Ia) en type II. Bij een supernova van type II stoot een zware ster zijn hele buitenkant af (één tot tientallen zonsmassa's) met snelheden van duizenden kilometers per seconde. De kern van de ster blijft achter, vaak als pulsar. Bij een supernova van type Ia explodeert een witte dwerg in een dubbelstersysteem nadat hij van de partnerster zoveel materie heeft opgezogen dat hij een kritieke grens, de Chandrasekhar-limiet, overschrijdt. De witte dwerg wordt bij de explosie volledig uiteengereten. De materie die bij een supernova-explosie wordt uitgestoten, vormt een nevel die een supernovarestant wordt genoemd. Een bekende supernova is die van 1054, die resulteerde in de nu met een verrekijker waar te nemen Krabnevel.

#### Novae

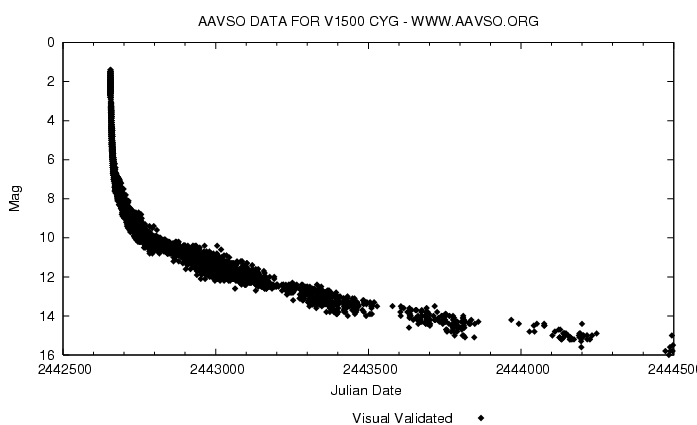
lichtkromme van de nova V1500 Cygni

Novae (N) ontstaan in nauwe dubbelstersystemen die een omwentelingsperiode hebben van tussen de 0,05 en 230 dagen. Een hete witte dwergster in zo'n systeem kan dan plotseling in helderheid toenemen met 7 tot wel 19 magnituden oftewel een toename in de lichtkracht van enkele honderden tot tientallen miljoenen malen. Afhankelijk van het type nova kan het enkele dagen tot meerdere jaren duren aleer de ster weer op zijn "normale" helderheid is teruggekeerd. Van een aantal novae heeft men meerdere uitbarstingen waargenomen en het is onbekend of alle novae meer dan eens een uitbarsting ondergaan.

#### Dwergnovae
Dwergnovae (UG) zijn nauwe dubbelsterren waarvan één component een dwergster is en de andere een witte dwerg met een schijf van invallende materie eromheen. Met min of meer regelmatige tussenpozen van enkele maanden vertonen deze sterren een uitbarsting die enige magnituden kan bedragen, waarna zij in enkele dagen tot een maand weer terugkeren naar de gewoonlijke helderheid. Er zijn drie subgroepen in deze categorie:

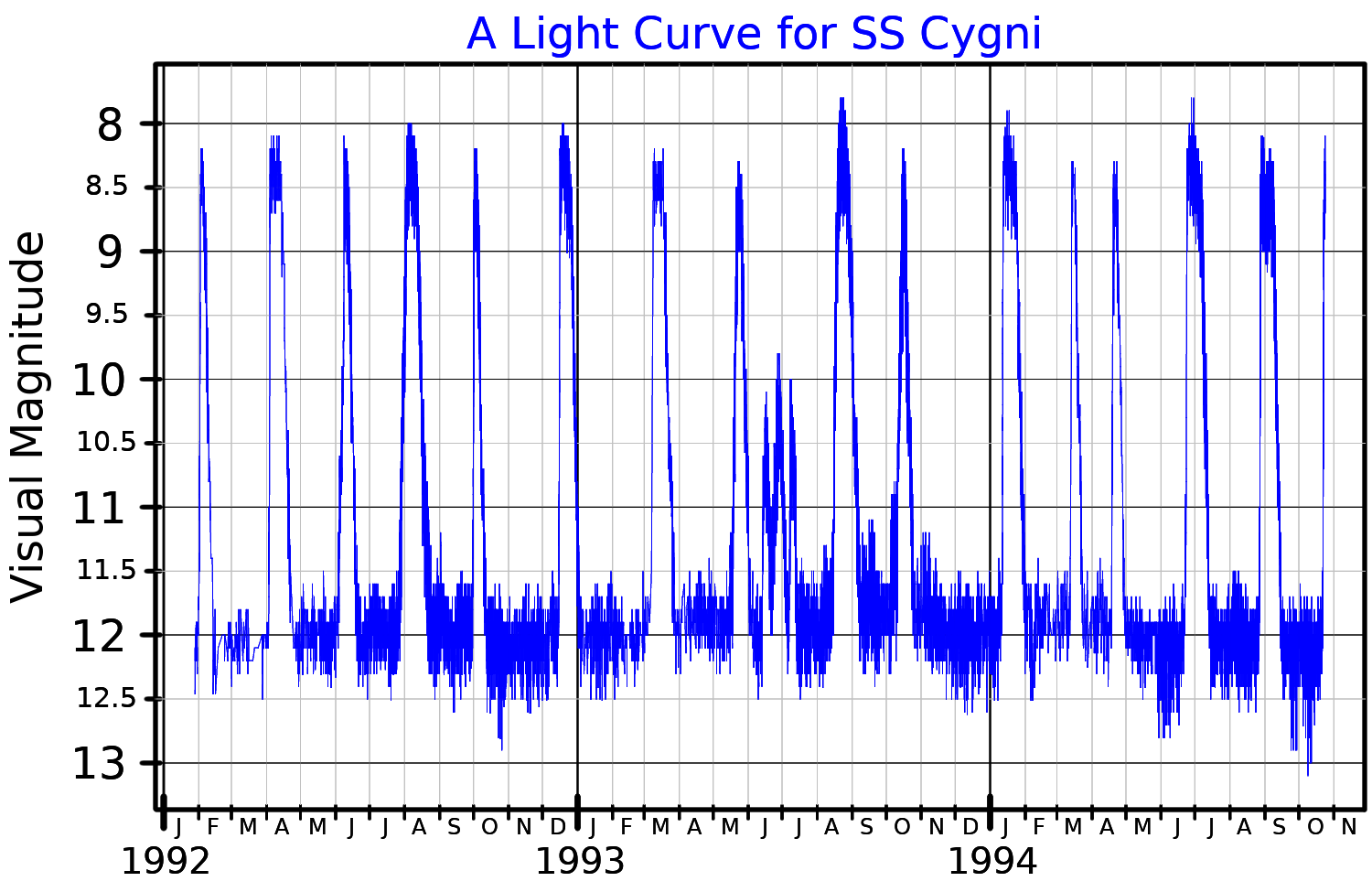
Lichtkromme van U Geminorum-ster SS Cyg

- U Geminorum-sterren (UGSS), ook wel SS Cygni-sterren genoemd, vertonen uitbarstingen die binnen 48 uur de ster met 2 tot 6 magnituden in helderheid doen toenemen waarna zij in enkele dagen weer terugkeren naar het minimum. Uitbarstingen liggen 10 à 1000 dagen uit elkaar.

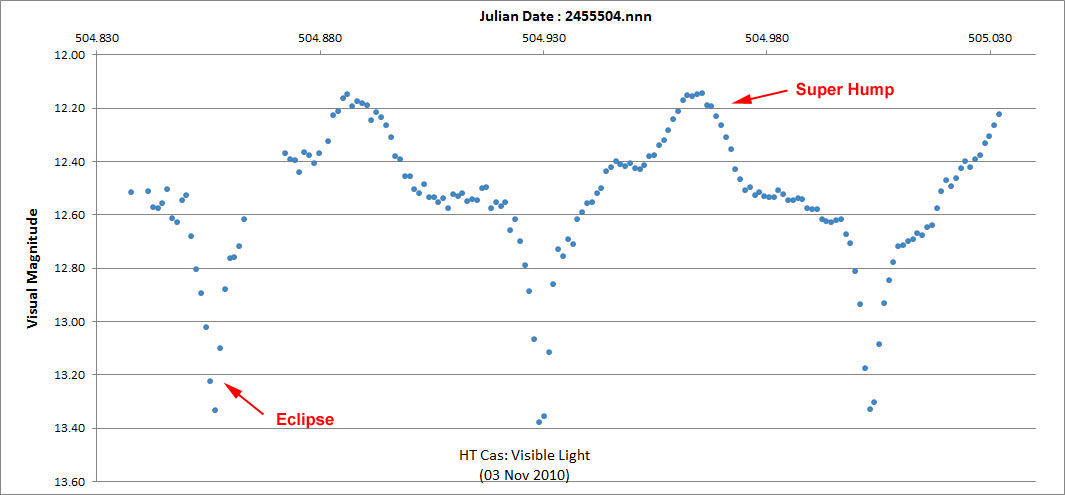
Lichtkromme van de SU UMa-ster HT Cas

- SU Ursae Majoris-sterren (UGSU) vertonen meestal korte uitbarstingen met een vrij kleine amplitude, maar ondergaan onvoorspelbaar ook superuitbarstingen die tot 6 maal zo sterk zijn en langer aanhouden. De omlooptijd van de sterren in dit type dwergnova ligt onder de 2,5 uur.

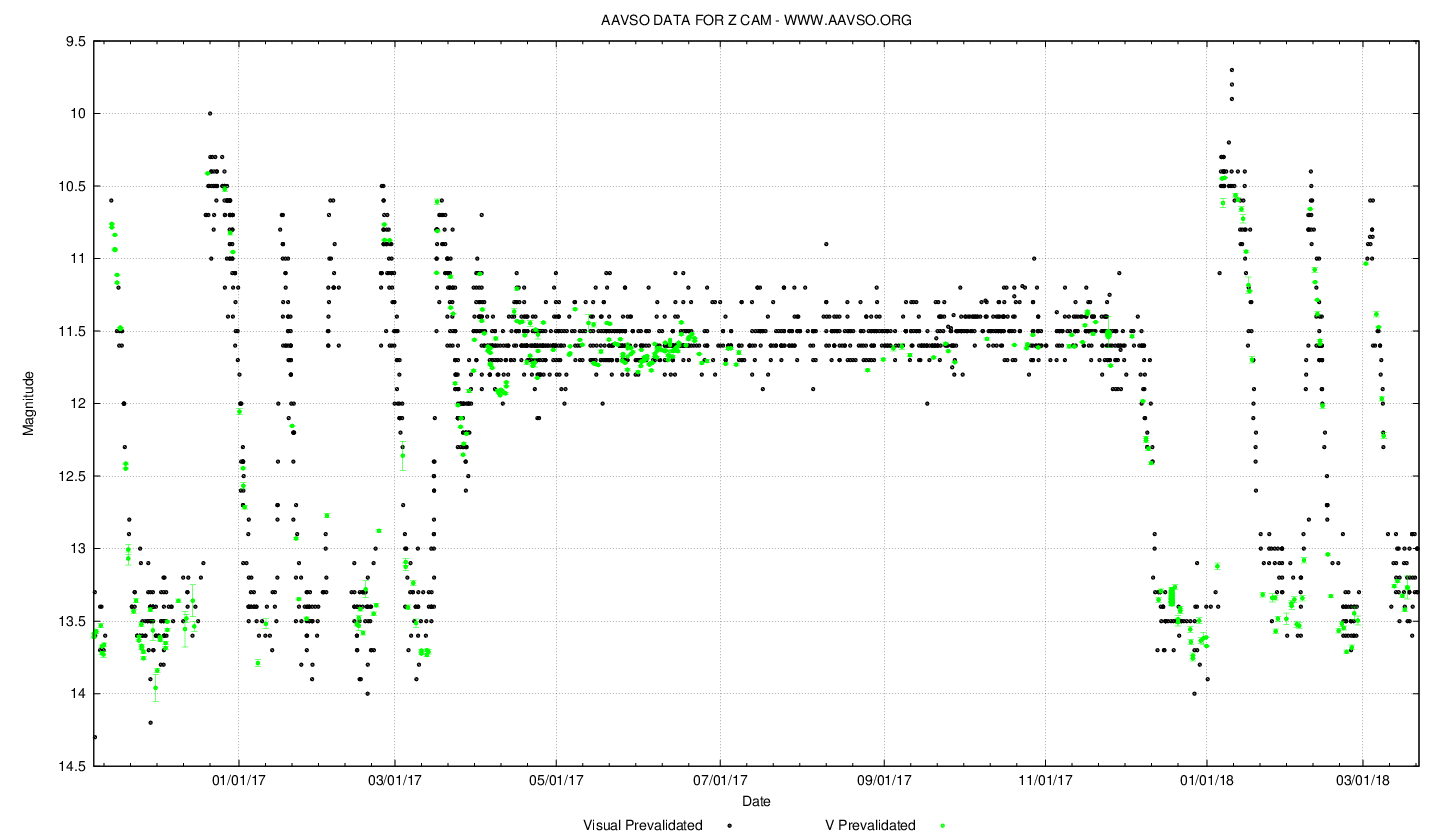
De lichtkromme van Z Cam

- Z Camelopardalis-sterren (UGZ) lijken op U Geminorum-sterren maar verschillen in het feit dat zij soms na een uitbarsting niet geheel terugkeren naar hun minimum maar wat helderder blijven tot aan de volgende uitbarsting. De periode van dit subtype ligt tussen 10 en 40 dagen terwijl de amplitude 2 à 5 magnituden bedraagt.

#### Z Andromedae-sterren

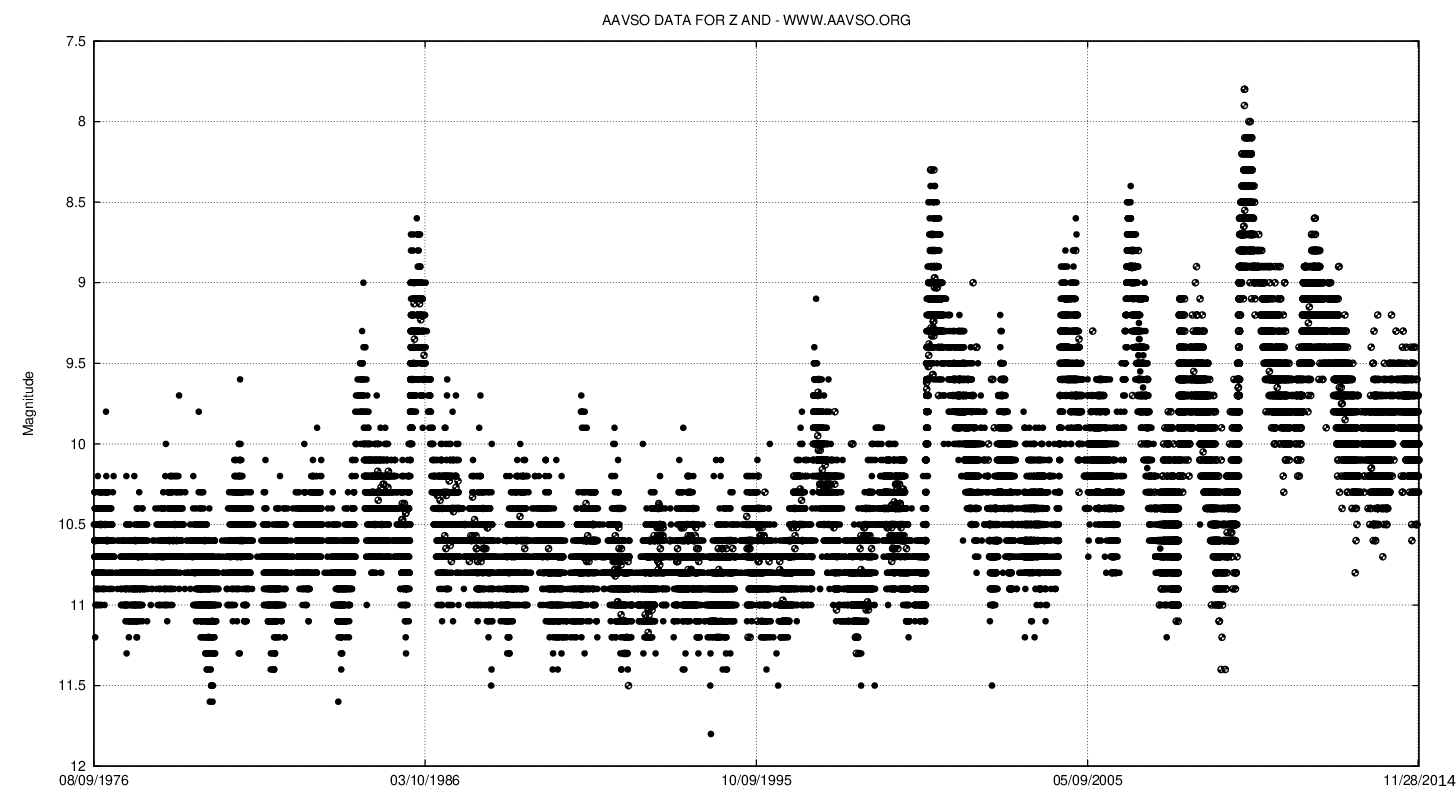
Lichtkromme van Z Andromedae

Sterren van dit type (ZAND) bestaan uit een rode reus en een hete, blauwe ster die symbiotisch zijn, dat wil zeggen beide liggen in één wolk van gas en materie. Zij vertonen onregelmatige nova-achtige uitbarstingen met een amplitude van zo'n 4 magnituden.

## Bedekkingsveranderlijken

Eclipserende dubbelster

Bedekkingsveranderlijken zijn dubbelsterren waarbij vanuit ons gezichtspunt gezien de sterren elkaar geheel of gedeeltelijk verduisteren, hetgeen resulteert in een afname van de helderheid. Zij kunnen op drie manieren worden onderverdeeld.

### Onderverdeling op basis van de lichtcurve

#### Algol-sterren

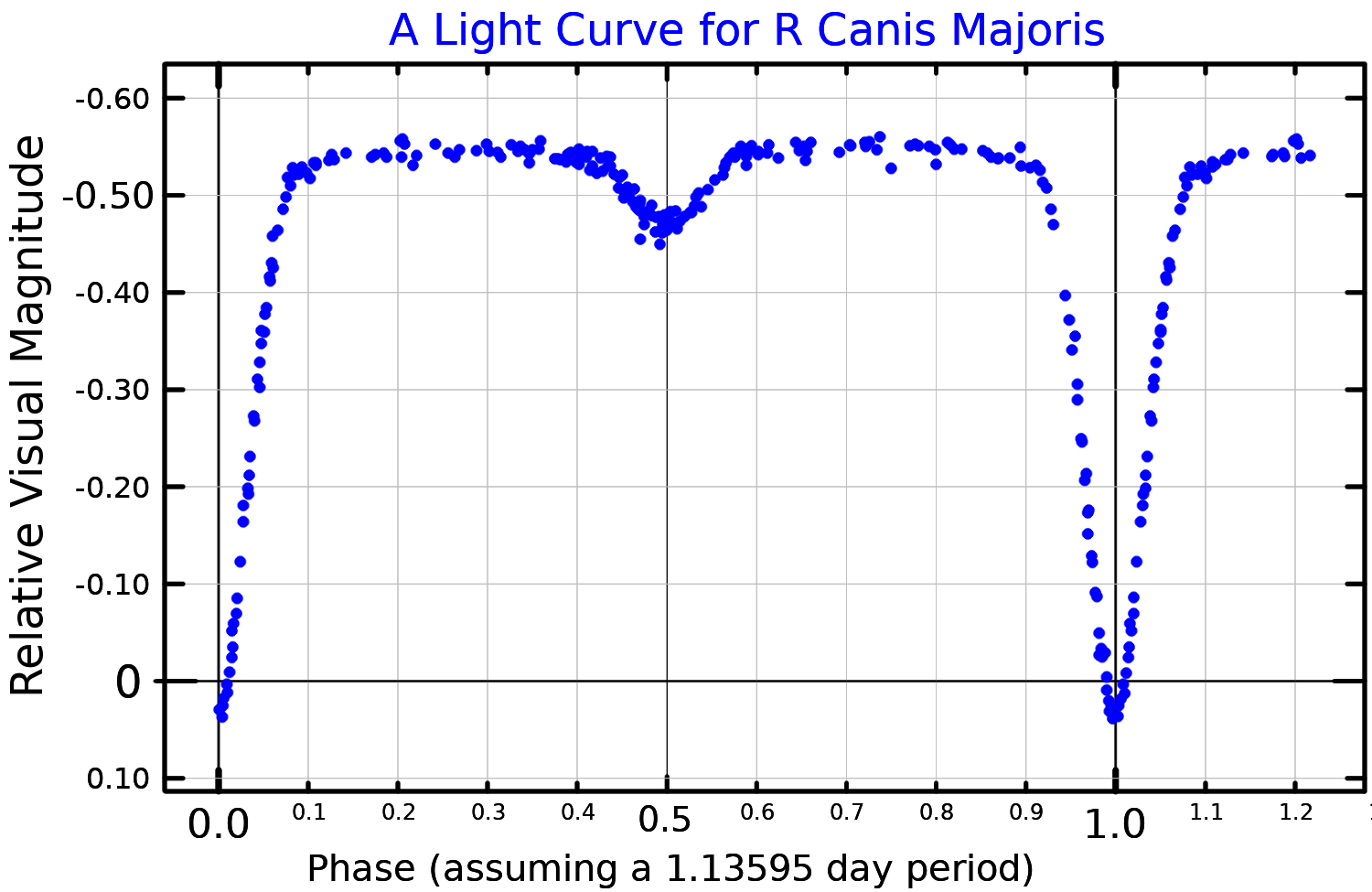
Lichtkromme van de Akgol-ster R CMa

Naar het prototype Algol in het sterrenbeeld Perseus vernoemd (EA). Deze sterren vertonen één of twee minima waartussen de maximale helderheid constant blijft. De sterren zijn bolvormig of licht ellipsoïdaal.

#### β Lyrae-sterren

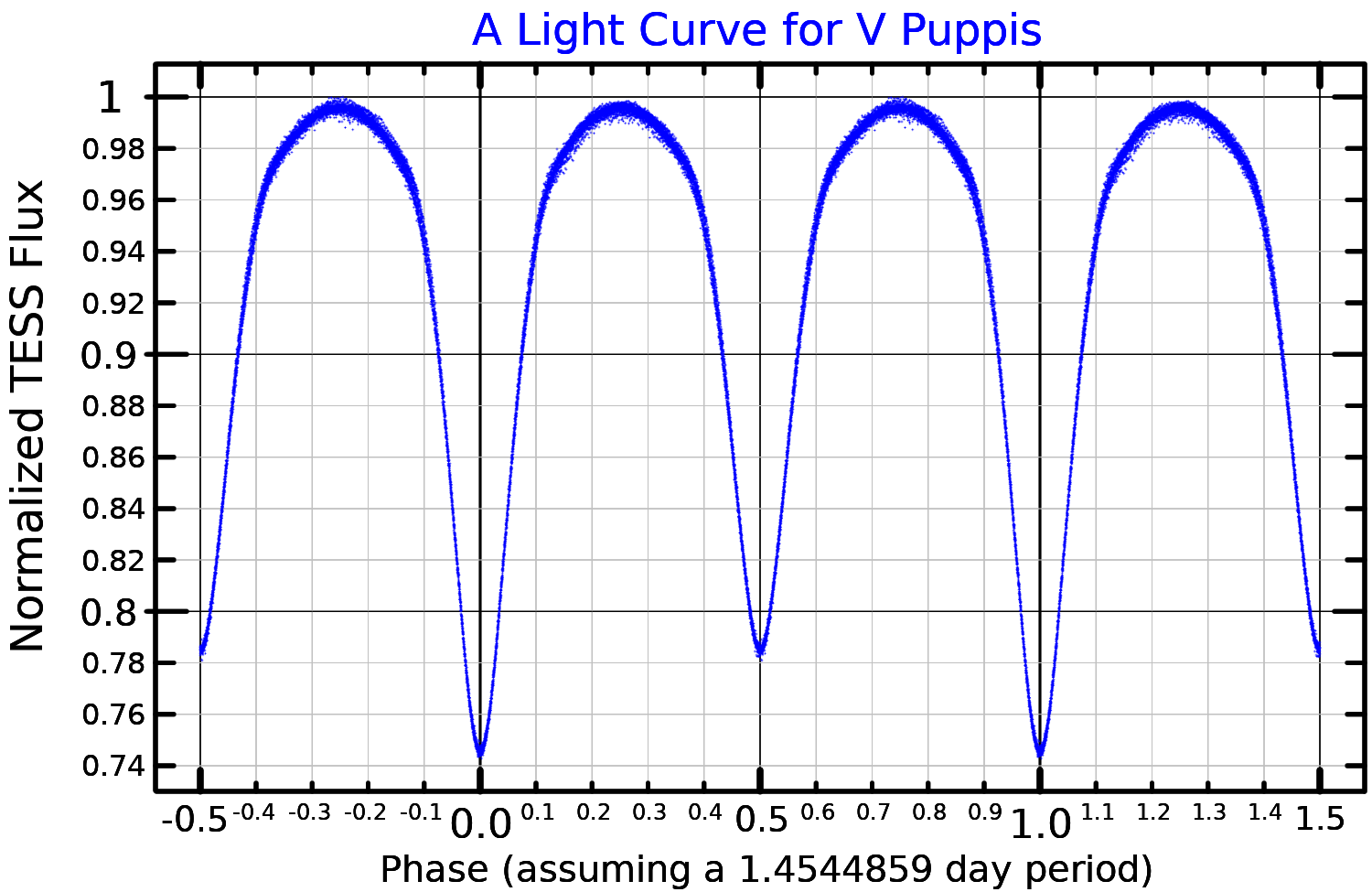
Lichtkromme van de β Lyrae-ster V Pup

De lichtcurve in dit type veranderlijken (EB), vernoemd naar het prototype β Lyr, kent geen constante fase en het is zo goed als onmogelijk om precies weer te geven wanneer de bedekkingen precies beginnen of eindigen.

#### W Ursae Majoris-sterren

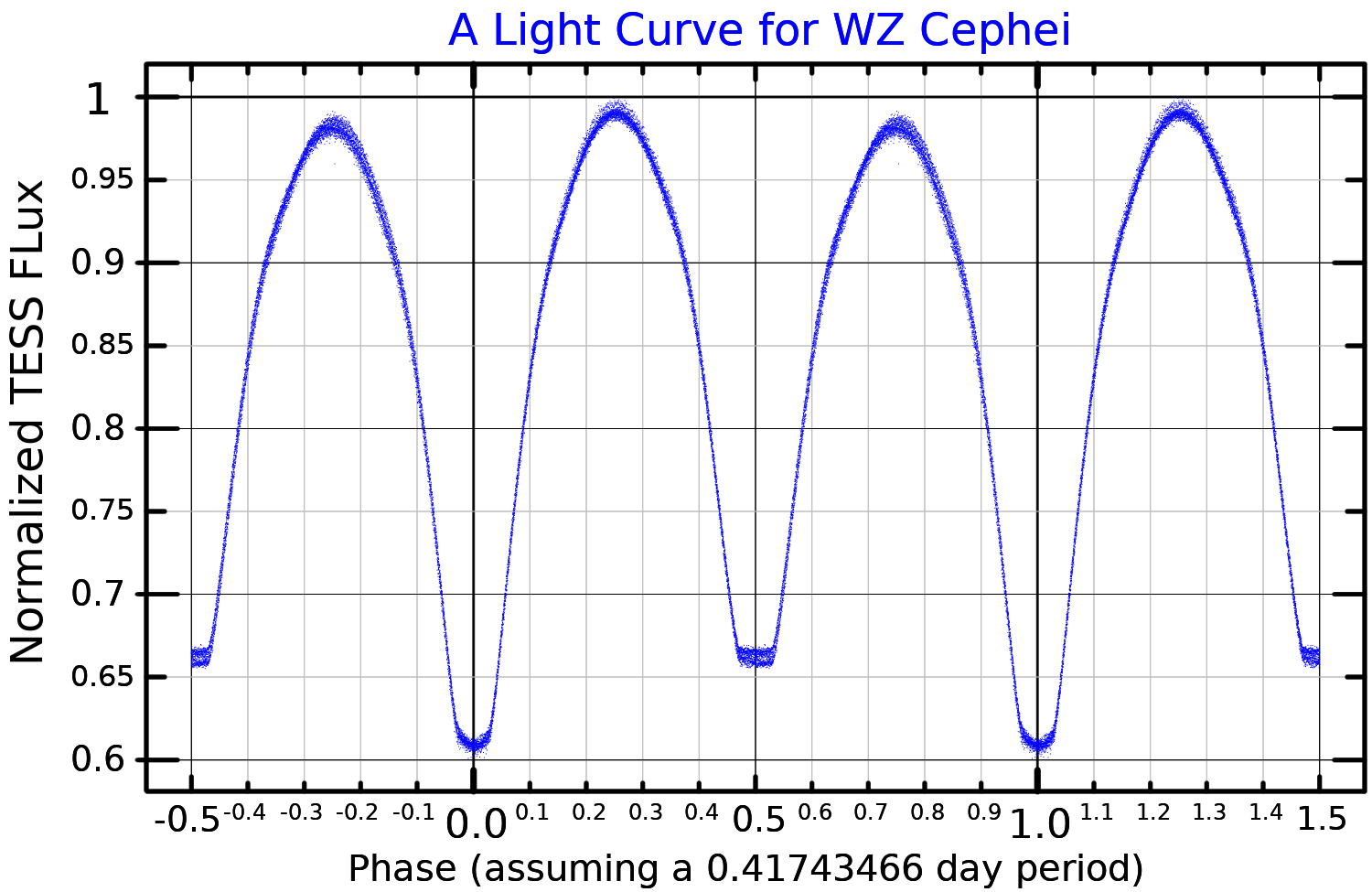
lichtkromme van de W Ursae Majoris-ster WZ Cep

W Ursae Majoris-sterren (EW) hebben een periode van minder dan een dag. De twee componenten van de dubbelster liggen zo dicht bij elkaar dat ze ellipsvormig vervormd zijn en elkaar bijna raken.

### Onderverdeling op basis van fysische kenmerken
Deze onderverdeling groepeert de sterren op basis van de fysische eigenschappen van het dubbelstersysteem. Indien zij een (super)reus bevatten worden zij aangeduid met de code GS, dubbelsterren in een planetaire nevel met code PN, systemen met één of meer witte dwergen WD en met één of meer Wolf-Rayet-sterren WR. Voorts zijn er de RS Canum Venaticorum-sterren (hierboven al besproken), sterren die karakteristieke spectra vertonen en vaak een grote oppervlakteactiviteit vertonen zoals "zonnevlekken".

### Onderverdeling op basis van de opvulling van de Rochelob
Deze wijze van indeling bekijkt in hoeverre één of meer van de componenten zijn Rochelob opvult. Dit systeem wordt, zeker door de amateur-astronoom, weinig tot nooit gebruikt.

## Rotatieveranderlijken
Deze groep omvat sterren waarbij de veranderlijkheid wordt veroorzaakt door de vorm van de ster, door extreme oppervlakte-eigenschappen die de helderheid van de ster bepalen, zoals "zonnevlekken", of door de invloed van sterke magnetische velden.

### Niet-bolvormige sterren
Ellipsoïdale sterren (ELL) zijn zeer nauwe dubbelsterren waarvan de componenten vervormd zijn door de onderlinge zwaartekracht. De helderheidsvariaties ontstaan doordat het oppervlak van de naar de aarde toegekeerde zijde van de sterren periodiek groter en kleiner is.

### Zonnevlekken

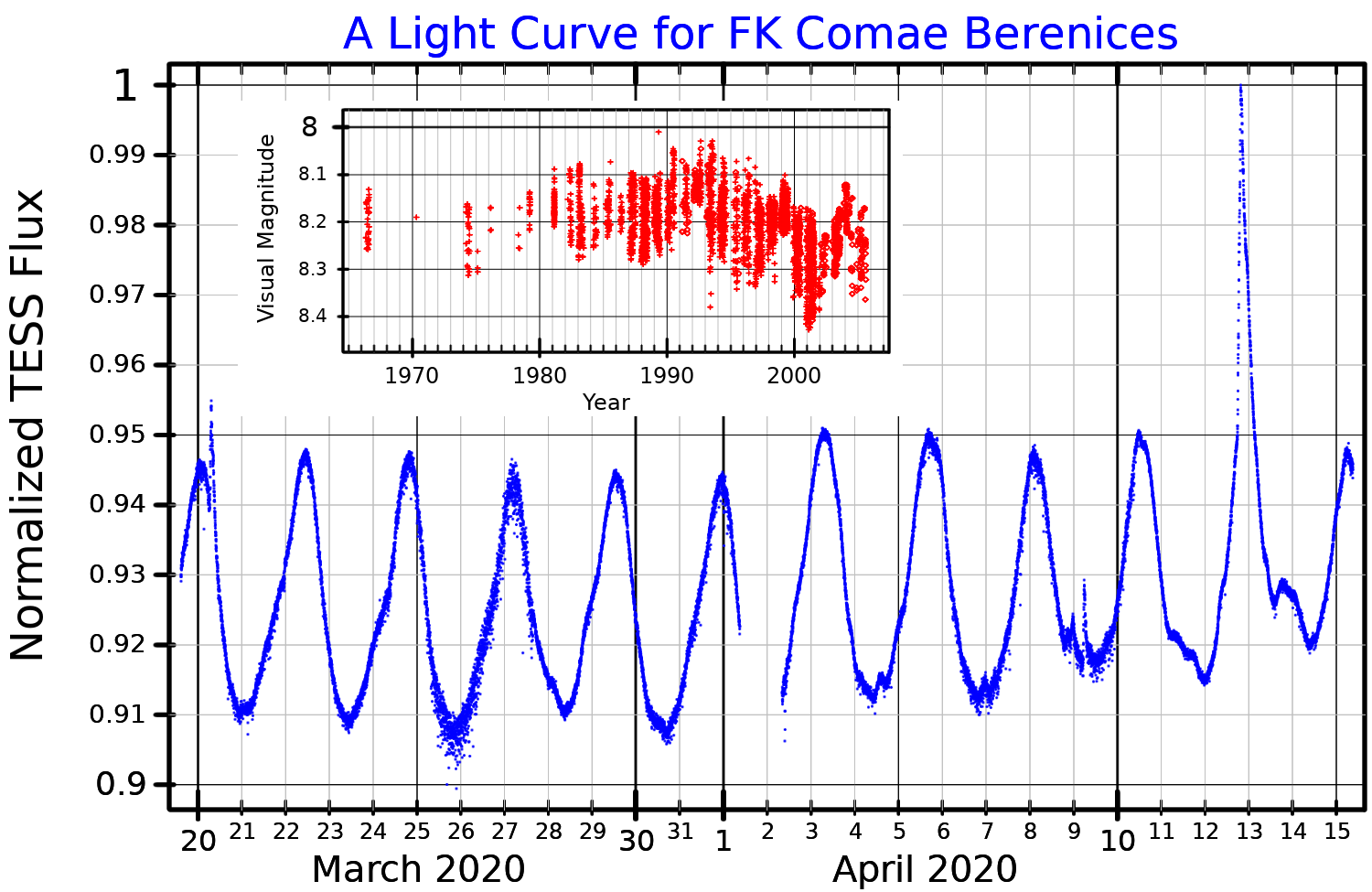
Lichtkromme van FK Comae Berenice

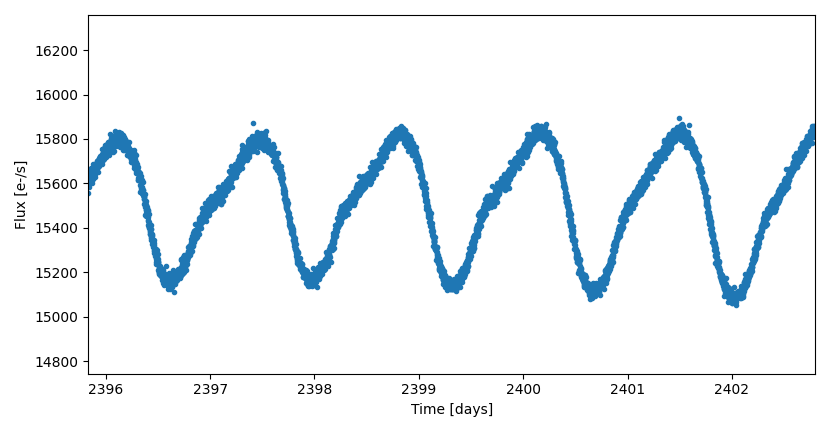
Lichtkromme van de BY Draconis-ster V1297 Her

Het oppervlak van de ster is niet egaal helder, maar vertoont donkere en heldere vlekken. Ook de chromosfeer kan variëren in helderheid. Door de rotatie van de ster nemen wij helderheidsschommelingen waar van enkele tienden van magnituden.
- FK Comae Berenices-sterren (FKCOM) zijn zeer snel roterende reuzensterren met G- of K-spectra.
- BY Draconis-sterren (BY) zijn spectraalklasse K- of M-sterren die met minder dan 0,5 magnitude variëren.

### Magnetische velden

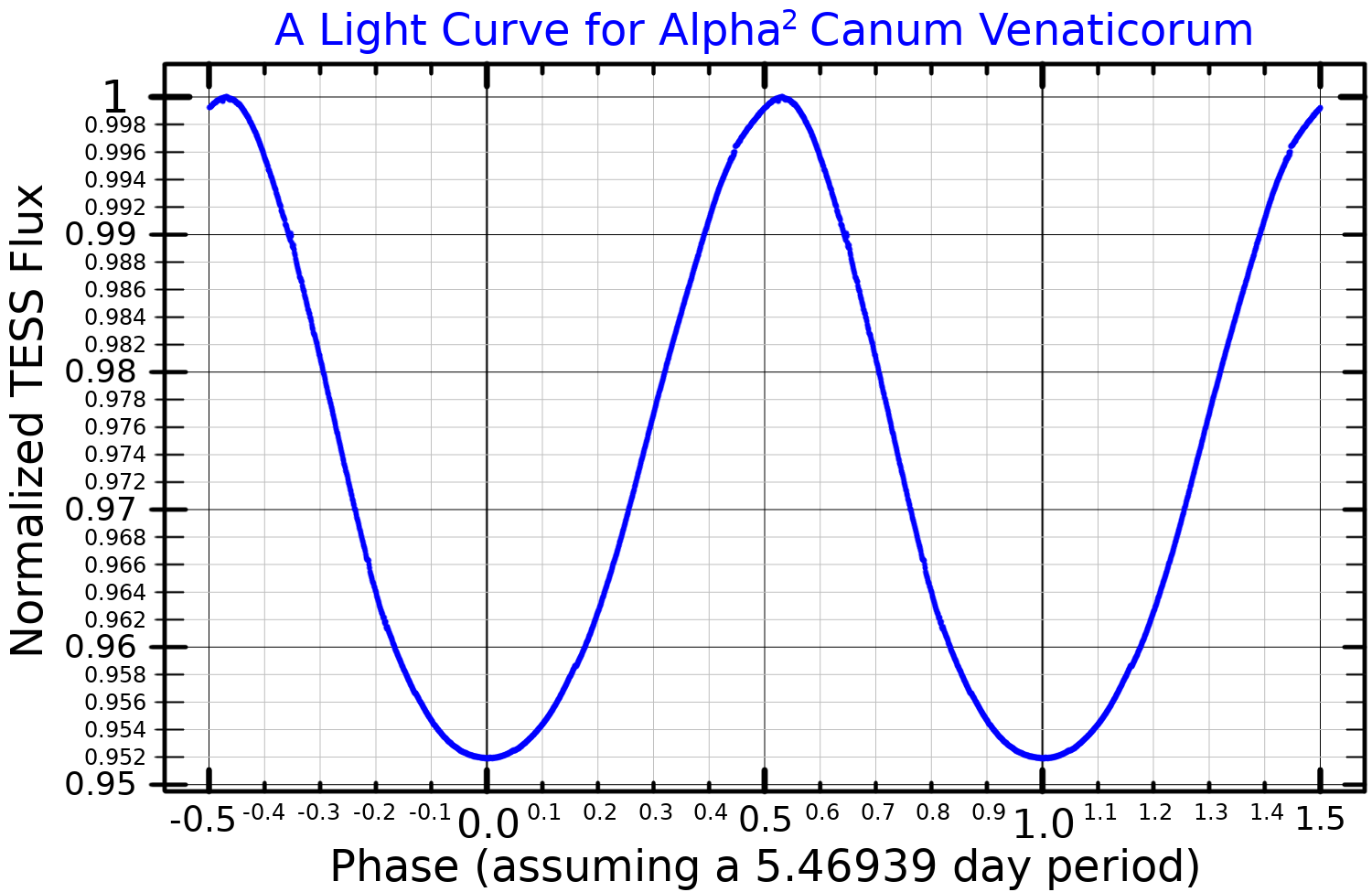
Lichtkromme van de Alpha2 Canum Venaticorum variabele Cor Caroli

- α2 (alfa2) Canum Venaticorum-sterren (ACV en ACVO) zijn hoofdreekssterren van spectraalklasse B8 - A7 die met een amplitude van 0,01 tot 0,1 magnitude variëren door veranderingen in hun magnetische velden.

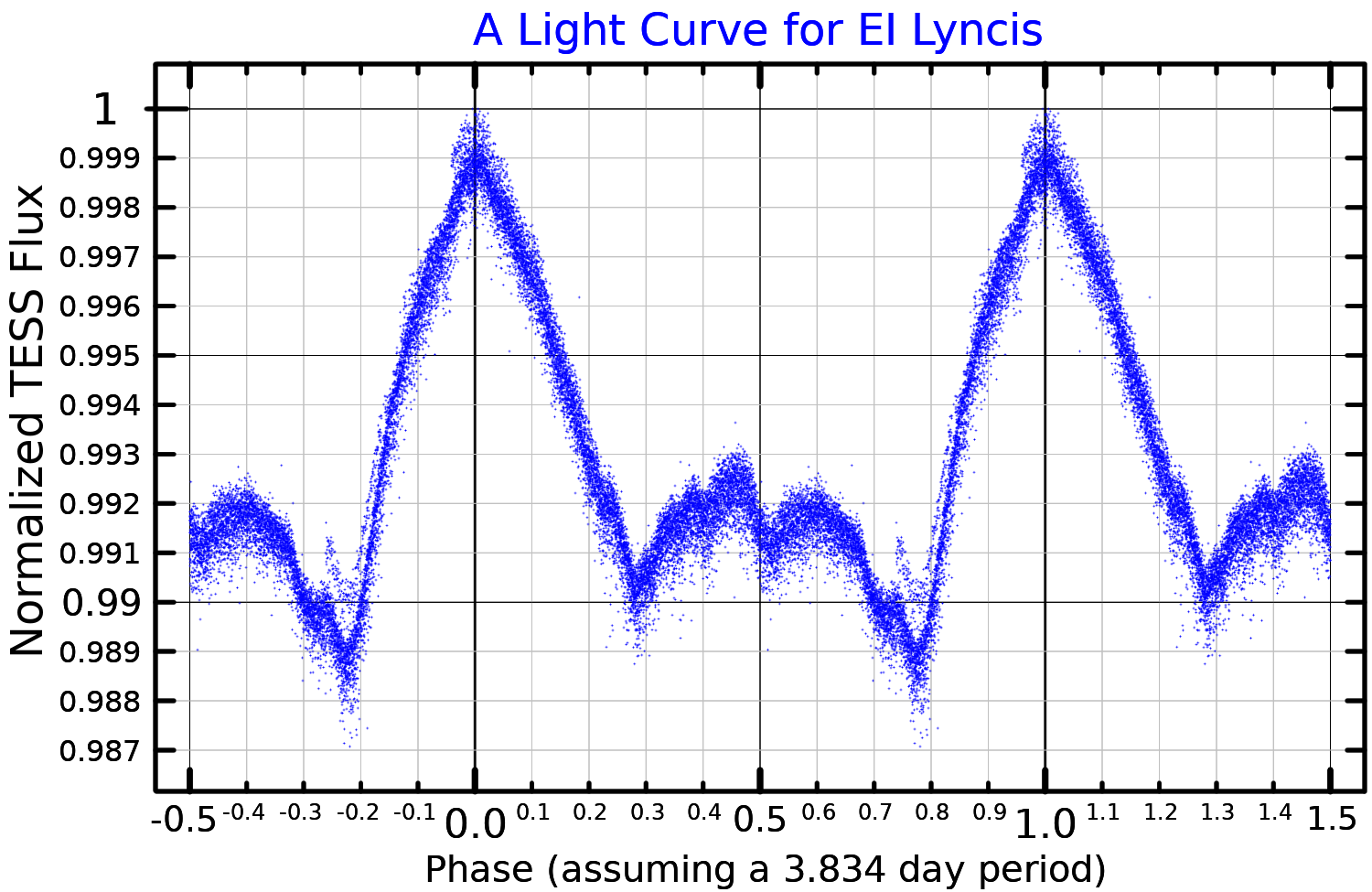
Lichtkromme van de SX Arietis-ster EI Lyn

- SX Arietis-sterren (SXARI) ondergaan variaties in hun magnetische velden door de snelle rotatie met een periode van ongeveer één dag. De amplitude is ongeveer 0,1 magnitude.
- Pulsars (PSR) zijn neutronensterren met een sterk geconcentreerd magnetisch veld, die een zeer korte rotatieperiode hebben van 0,004 tot 4 seconden. In zichtbaar licht kan de amplitude zo'n 0,8 magnitude bedragen.

## Andere objecten
Een aantal extragalactische objecten werd vroeger weleens voor een veranderlijke ster aangezien, totdat modernere waarnemingen hun ware kenmerken aan het licht brachten. Voorbeelden hiervan zijn onder andere:
- Quasars (QSO), afkorting van Quasi-stellar object, de bijzonder energierijke kernen van verafgelegen sterrenstelsels.
- BL Lacertae objecten (BLLAC), quasars die ook sterke bronnen van röntgen- en radiostraling zijn.
- AGN's, actieve kernen van sterrenstelsels (GAL), een vorm van quasars.